# Linköping
För andra betydelser, se Linköping (olika betydelser).
Linköping (uttal [²lɪnːɕøːpɪŋ] ( lyssna)) är en tätort i Östergötland samt centralort i Linköpings kommun, residensstad i Östergötlands län och stiftsstad för Linköpings stift, belägen på Östgötaslätten, strax söder om Stångåns utlopp i Roxen mitt i landskapet och länet. Linköping är också en universitetsstad med Linköpings universitet grundat 1975.
Linköping är Sveriges åttonde största tätort med drygt 120 000 invånare.
Bland stadens mest kända landmärken finns bland annat Linköpings domkyrka, Sankt Lars kyrka samt det gamla vattentornet.

## Historia

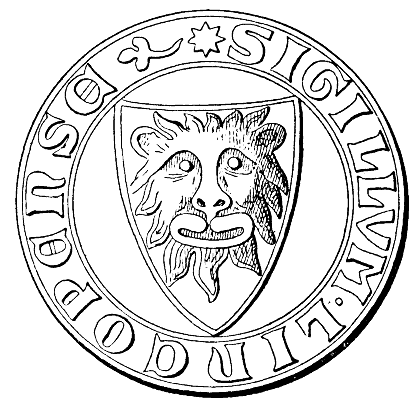
Linköpings stads sigill år 1300.

### Fram till 1600-talet
Inlandsisen drog sig undan från trakten för omkring 11 000 år sedan. Landskapet där staden nu ligger utgjordes därefter av en gles skärgård i den baltiska issjön. Det var till denna miljö de första jägarna och fiskarna anlände. I stadsdelen Jägarvallen har man funnit spår efter ett 10 000 år gammalt boplatsområde, vilket på den tiden låg precis vid strandkanten.
Ett uppmärksammat fynd från bondestenåldern är den så kallade Bergsgraven, en 4 500 år gammal grav från stridsyxekulturen, funnen inför byggandet av en rondell i norra Linköping år 1953. Graven, som är den bäst bevarade graven från denna tid i Skandinavien, innehåller två vuxna människor, ett spädbarn och en hund, samt rika gravgåvor. Bland annat har ett av de äldsta kända kopparföremålen från denna del av Sverige återfunnits i graven. Bergsgraven är sedan 1954 utställd på Östergötlands museum. Stenkammargravar i form av hällkistor, ett annat spår från denna tid, har hittats i bland annat i Kungsbro, strax norr om Linköping.

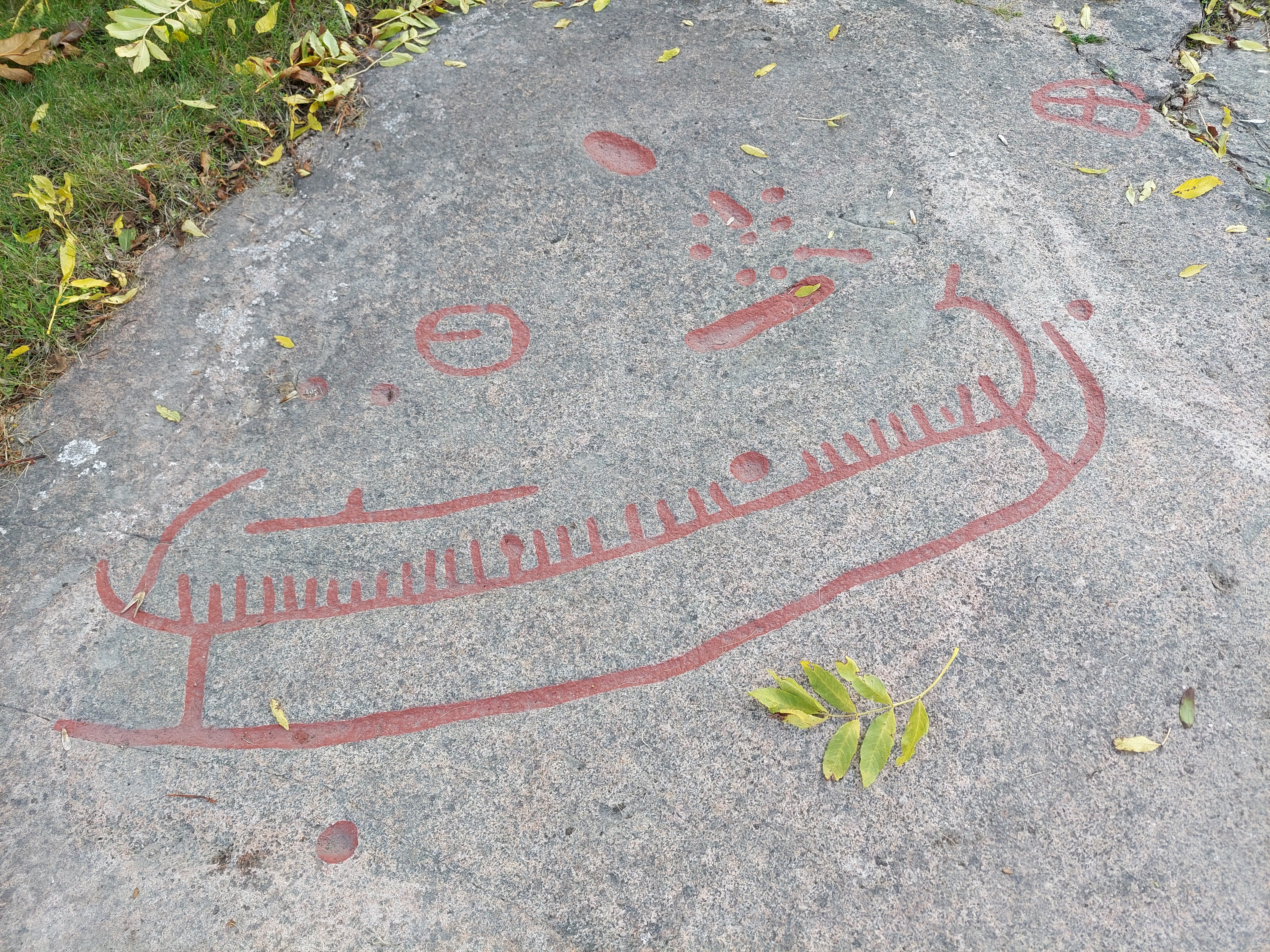
Hällristningar vid Gärstad.

Fornlämningar från bronsåldern och äldre järnåldern finns i Linköping, bland annat hällristningar vid Gärstad nordost om staden.
Östgötalagen nämner Ljunga ting (Lionga thing) som den högsta juridiska instansen i Östergötlands lagsaga. Tingsstället anses[källa behövs] ha varit beläget där landsvägen korsade Stångån, söder om dess utlopp i sjön Roxen. Ån delar landskapet i halvorna Östanstång och Västanstång och vid vadstället där Stångebro (och senare Nykvarns sluss) byggdes möts fyra härader: Åkerbo och Bankekind i öster samt Hanekind och Valkebo i väster. Runstenar från vikingatid har påträffats, av vilka två stått nära Stångebro. En ovanligt stor 50 meter lång skeppssättning utgrävdes 1990 på åns östra sida.
Sedan 1100-talet är Linköping den kyrkliga centralorten för Östergötland, Småland och Gotland. Ortnamnet nämns för första gången i Florenslistan (1103) som "Liunga. kaupinga", en sammansättning av "ljung" och "handelsplats". Linköpings domkyrka anlades på en höjd nära 2 km sydväst om den gamla tingsplatsen vid Stångebro och staden har vuxit fram runt Storgatan, som från domkyrkan leder rakt österut ned mot Stora torget, Sankt Lars kyrka och Stångån, där den nuvarande bron har övertagit namnet Stångebro.
Linköpings biskop Gisle var tillsammans med kung Sverker d.ä. värd för det första svenska kyrkomötet i Linköping 1153. Nästa gång Linköping nämns är i påven Alexander III:s skyddsbrev för biskopens alla gårdar år 1178. Klostret Vreta kloster grundades som Sveriges äldsta kloster av Inge den äldre senast 1100. Den första romanska domkyrkan härrör från tidigt 1100-tal. Under biskop Bengt Magnussons tid på 1230-talet påbörjades den nuvarande domkyrkan. Växjö stift bildades 1163, när Värend skildes från Linköpings stift. Visby stift avknoppades så sent som 1570. Den ännu mycket unge kung Valdemar Birgersson, son till Birger jarl, kröntes år 1251 i Linköpings domkyrka, för att bekräfta kungavalet i februari 1250.
Linköpings slott var den ursprungliga biskopsgården, vars äldsta delar i västra längan byggdes redan till det första kyrkomötet 1153. En datering genomförd 2010 visade att detta är landets äldsta bevarade profana, alltså icke kyrkliga, stenbyggnad. Sedan fortsatte utbyggnaden i många olika etapper, ofta efter en brand. Birger jarls yngste son Bengt blev biskop 1286, och hans bror kung Magnus Ladulås anses vara stadens grundare, även om dokumentet inte finns bevarat. Biskop Bengt byggde ett riddartorn av det nya materialet tegel. På 1380-talet höjdes biskopsgårdens västra länga till tre våningar. Först på 1470-talet byggdes den ringmur och det stora huset i sydväst med stora likheter med Glimmingehus. Samme arkitekt Adam van Düren som byggde Glimmingehus var först i Linköping och byggde ut såväl biskopsborg som domkyrkokoret. Den medeltida huslängan, vid nuvarande biskopsgården vid Ågatan, troddes tidigare felaktigt vara en del av ett kloster uppfört under mitten av 1200-talet av Magnus Ladulås. Numera vet man att Franciskankonventet låg söder om Stora torget där Hospitalstorget ligger idag. Som viktig kyrklig ort besöktes Linköping av de nykrönta kungarna under deras Eriksgata.
Religiösa centra brukar även medföra högre utbildning, och Linköping var inget undantag. En katedralskola kan dateras tillbaka till 1232, möjligen Sveriges första.
Den siste biskopen som bodde på slottet var Hans Brask. Idag bor landshövdingen i slottet, och här finns även Linköpings slotts- & domkyrkomuseum.
År 1598 utkämpades Slaget vid Stångebro mellan Hertig Karl och hans brorson Sigismund. Hertig Karl, sedermera Karl IX, gick segrande ur striden och slaget blev början på det polsk-svenska kriget 1599–1629. Tretton rådsherrar och en fågelskytt som stått på Sigismunds sida fängslades, och efter en rättegång år 1600 avrättades fem av dem i Linköpings blodbad.

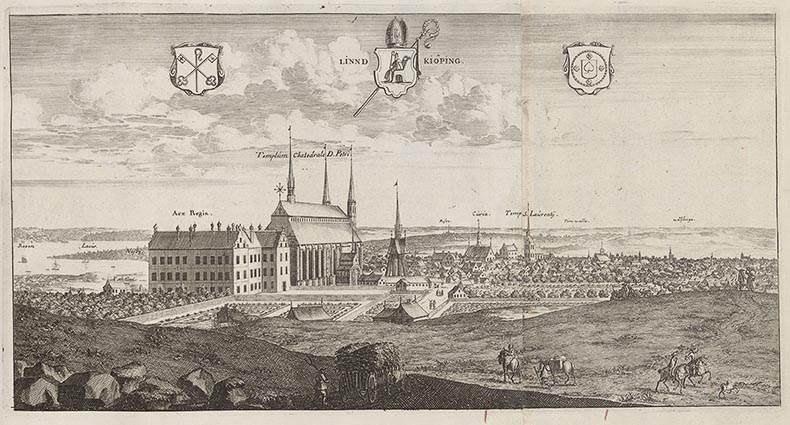
Linköping omkring år 1700. Ur Suecia antiqua et hodierna. Notera att slottet och domkyrkan har fått överdrivna proportioner.

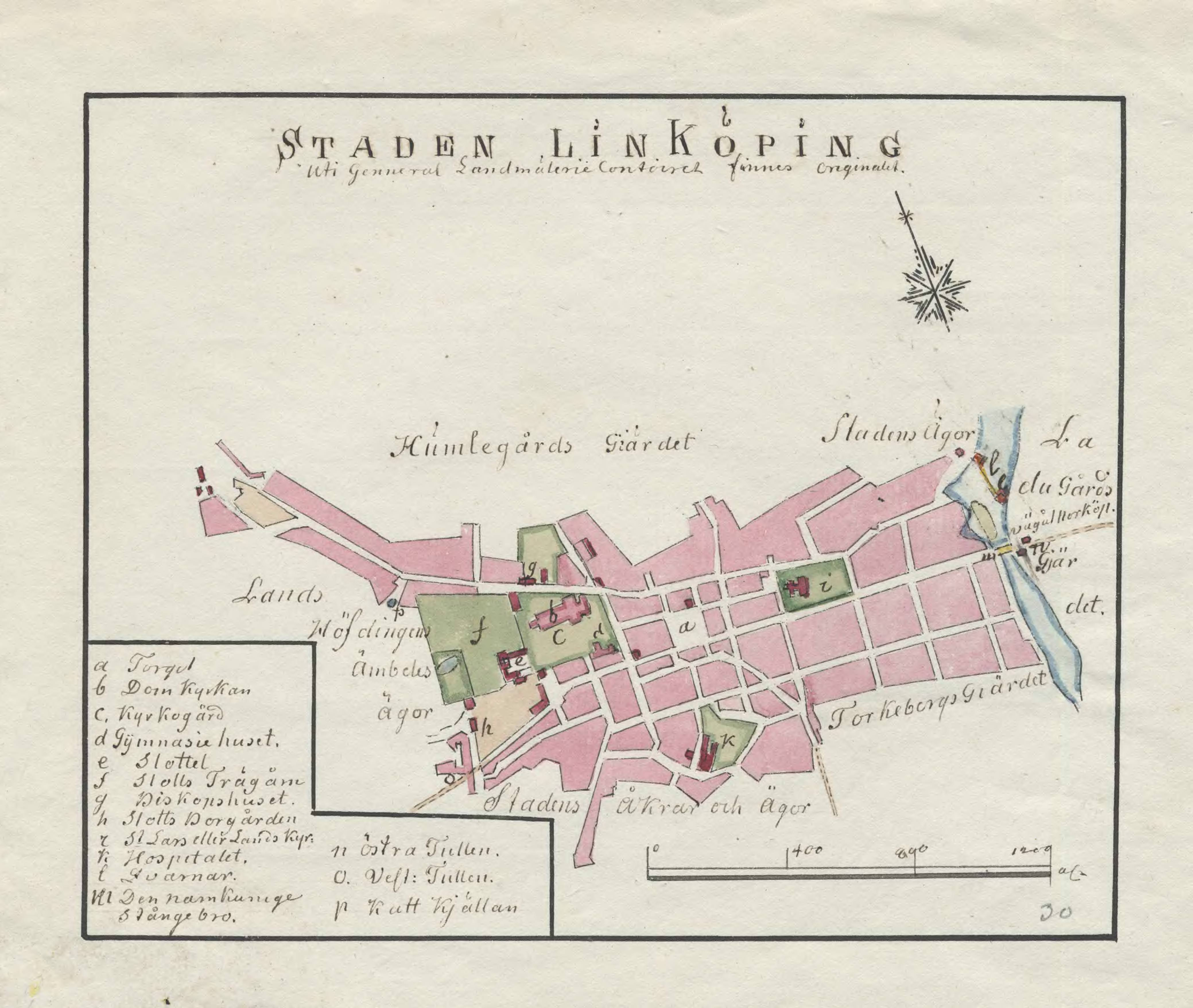
Karta över Linköping från 1790-talet.

### 1600-tal till mitten av 1900-talet
År 1627 grundades Gymnasium Lincopense, då Sveriges tredje gymnasium. Skolan anlades i anslutning till den gamla domskolan.
Den 29 januari 1700 drabbades staden av en omfattande eldsvåda som förstörde praktiskt taget all bebyggelse. Vissa stenbyggnader, slottet och domkyrkan klarade sig.

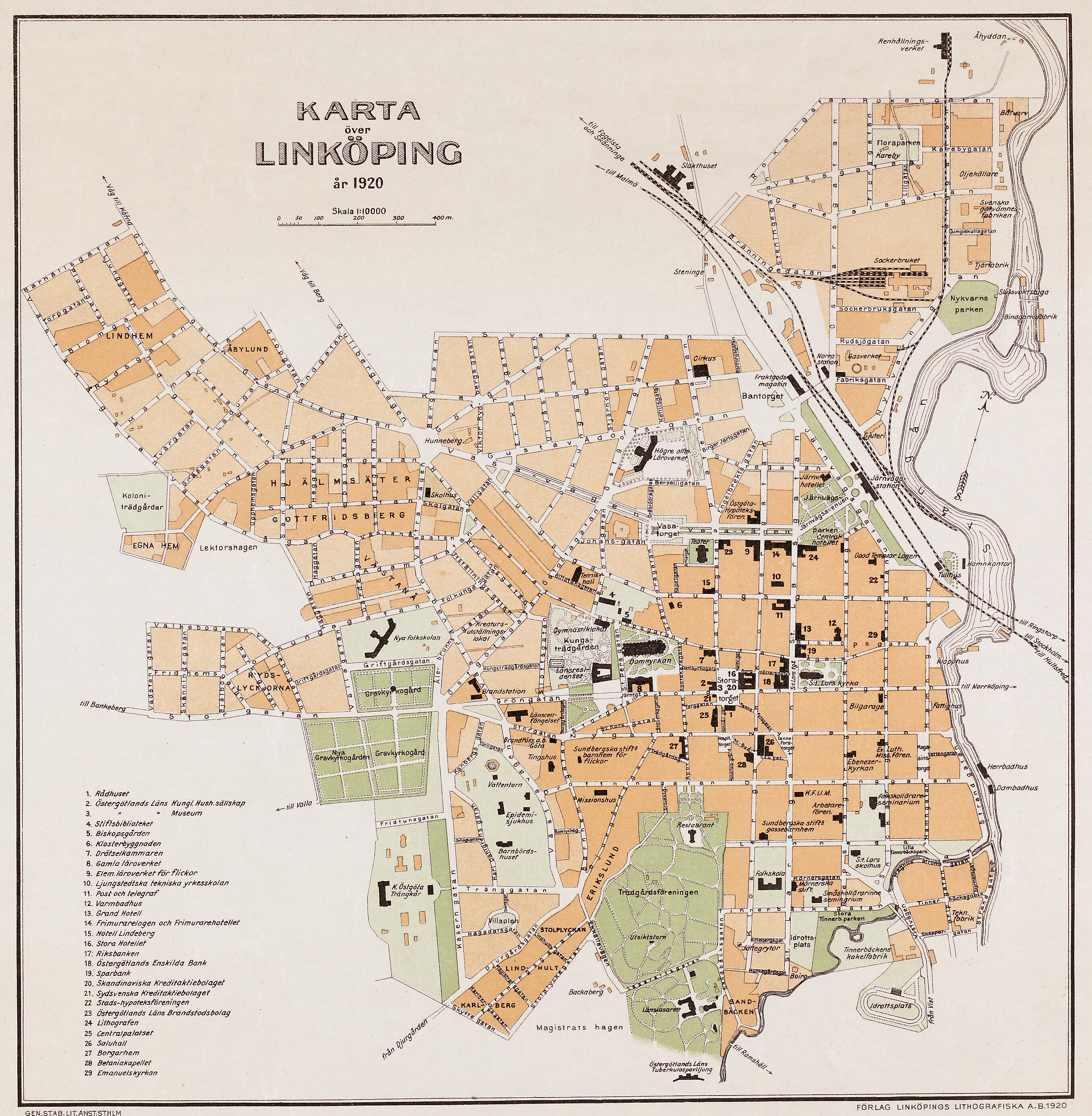
Karta över Linköping 1920.

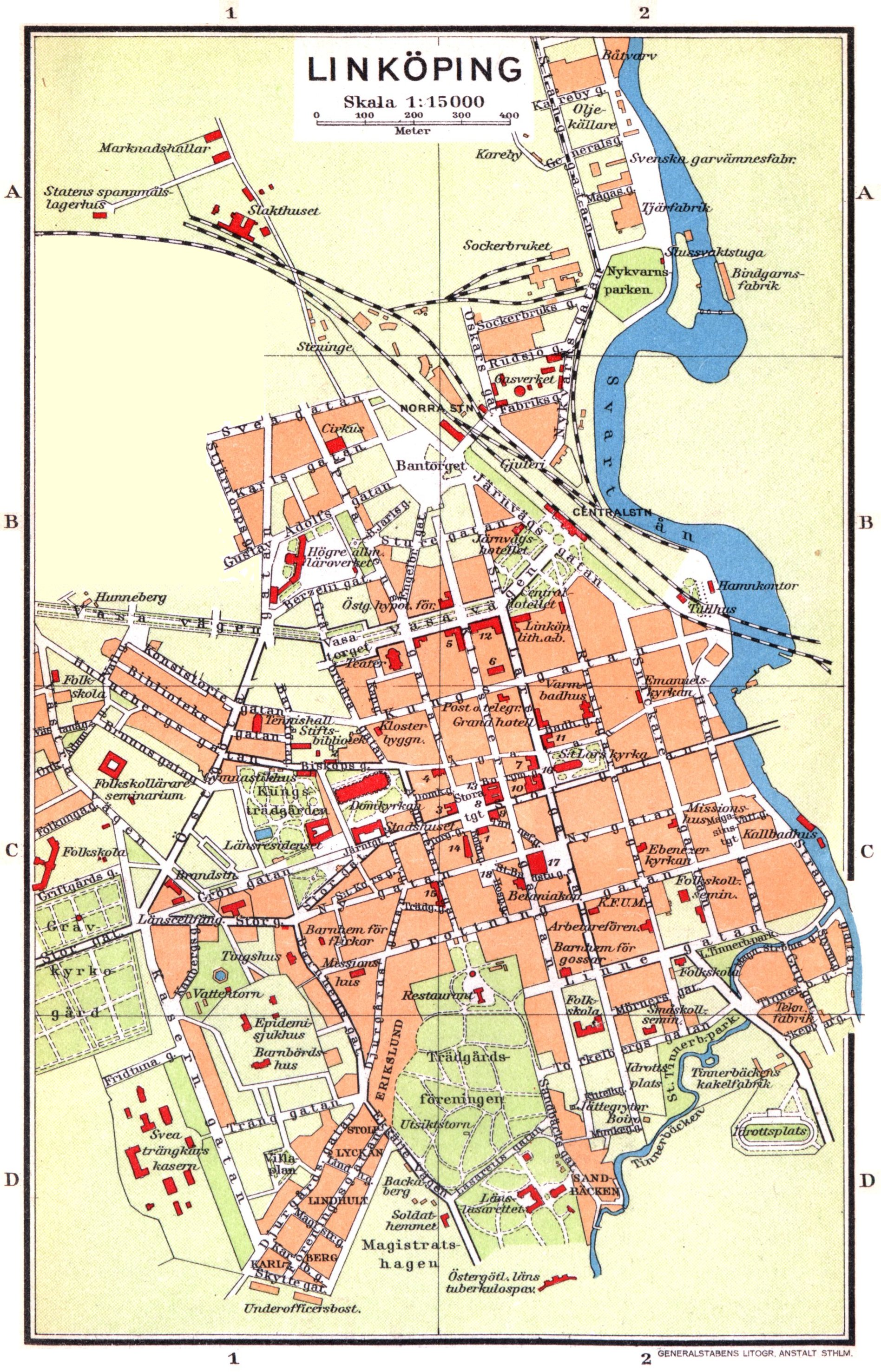
Karta över Linköping 1928, från järnvägsstationen i nordost till T1:s kaserner i sydväst.

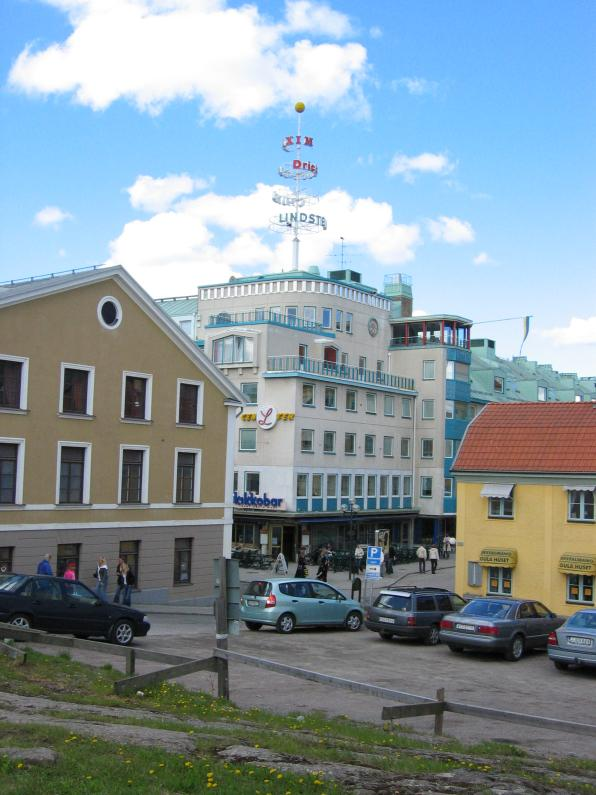
Lindsténshuset, med den kända masten.

Linköping är en gammal militärstad. Omkring 1900 flyttade flera regementen i Linköpings garnison in i kaserner i staden: Svea artilleriregemente (A 1), Livgrenadjärregementet (I 4), och Svea trängkår (T 1). Till detta kom Kungl. Östgöta Flygflottilj (F 3) i Malmslätt strax väster om staden. De utgjorde ett viktigt inslag i staden under hela 1900-talet, men kasernområdena har efter kalla krigets slut omvandlats till bostäder (T 1) respektive kontor för offentlig förvaltning (A 1/I 4). Det militära övningsfältet Linköpings garnisons övnings- och skjutfält söder om staden har omvandlats till naturreservatet Tinnerö eklandskap. Malmens flygplats används fortfarande militärt av Helikopterflottiljen, och hyser dessutom Flygvapenmuseum.

### Tiden efter andra världskriget
Under andra världskriget och kalla kriget upplevde staden en stark tillväxt tack vare SAAB:s tillverkning av stridsflygplan, etablerad 1937. Den i slutet av 1960-talet grundade högskolan gjordes 1975 till Linköpings universitet och har sedan 1980-talet fortsatt att driva på stadens expansion.
Linköping brukar i folkmun benämnas "flygstaden" eftersom staden är starkt förknippad med SAAB:s utveckling och tillverkning av flygplan för militärt bruk. Tack vare detta växte Linköping kraftigt under andra världskriget och kalla kriget, men efter 1980-talet har det militära inslaget minskat i betydelse. Försvarsmakten har dock fortfarande verksamhet i staden med bland annat stridspilotutbildning vid Malmens flygplats utanför Linköping samt en filial till Totalförsvarets forskningsinstitut, vid Campus Valla.
Stadens motto är "Där idéer blir verklighet" och syftar på samarbetet mellan näringslivet (till exempel Mjärdevi Science Park) och universitetet.
Under åren har Linköping intagit en position som en av Sveriges ledande miljöstäder, efter att ha genomfört en rad åtgärder på biogas- och fjärrvärmeområdet. Svensk Biogas producerar biogas åt stadens bussar, vilket sker från slakteriavfall och annat livsmedelsavfall från lokala aktörer. Utanför Linköping, i Gärstad, produceras fjärrvärme till 90% av kommunen genom förbränning av hushållsavfall.
2009 och 1997 utsågs Linköping till "Årets stadskärna" och 2002 utsågs staden till "Årets cykelstad". Sedan början av 2000-talet har Linköping tillsammans med Norrköping marknadsförts som den Fjärde storstadsregionen.. 2012 byttes namnet till East Sweden.

### Militärstaden

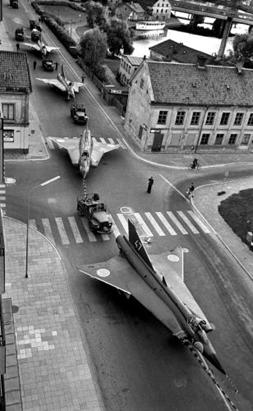
Saab 35 Draken vid Stångebro i centrala Linköping.

Linköping är staden som anses vara flygets vagga i Sverige. Redan 1912 startade Carl Cederström en flygskola på Malmen som senare blev flygflottiljen Östgöta flygflottilj (F 3). Svenska Aeroplan AB (Saab AB) grundades 1937 och startade ett par år senare sin flygplanstillverkning i staden. Numera finns Flygvapenmuseum, Livgrenadjärgruppen och Helikopterflottiljen på Malmen.
Bland de övriga förband som fanns inom Linköpings garnison är, Mellersta arméfördelningen (14. förd), (Svea trängregemente (T 1), Svea artilleriregemente (A 1), Livgrenadjärregementet (I 4), Andra livgrenadjärregementet (I 5) och Östgöta luftvärnsregemente (Lv 2) samtliga nedlagda. Garnisonsområdet har omformats till en ny stadsdel där de gamla kasernerna används för andra ändamål, bland annat av rättsväsendet. I utkanten av denna stadsdel fanns även Garnisonsmuseet (stängt tills vidare) som visade föremål från Östgötaregementena.

### Administrativa tillhörigheter
Linköpings stad ombildades vid kommunreformen 1862 till en stadskommun. 1911 införlivades Sankt Lars socken/landskommun, bebyggelsen kom senare att expandera främst söderut in i Landeryds socken/landskommun som införlivades i stadskommunen 1963. 1967 införlivades i väster Kärna landskommun där bland annat Slaka socken ingick och i vilken stadsbebyggelse expanderat till. 1971 uppgick stadskommunen i Linköpings kommun med Linköping som centralort.
I kyrkligt hänseende har Linköping alltid hört till Linköpings församling (benämnd Linköpings domkyrkoförsamling från 10 augusti 1967) och Sankt Lars församling (benämnd Linköpings S:t Lars församling från 10 augusti 1967). Ur dessa församlingar utbröts 1972 Linköpings Berga församling och Linköpings Johannelunds församling, 1989 Linköpings Skäggetorps församling och Linköpings Ryds församling samt 2006 Gottfridsbergs församling. Efter expansion av bebyggelsen har sedan delar av Linköping kommit att tillhöra Landeryds församling i söder, Slaka församling i väster och Rystads församling, från 2009 Åkerbo församling i öster.
Orten ingick till 1971 i domkretsen för Linköpings rådhusrätt. Sedan 1971 ingår Linköping i Linköpings domsaga.

## Ekonomi och infrastruktur

### Näringsliv

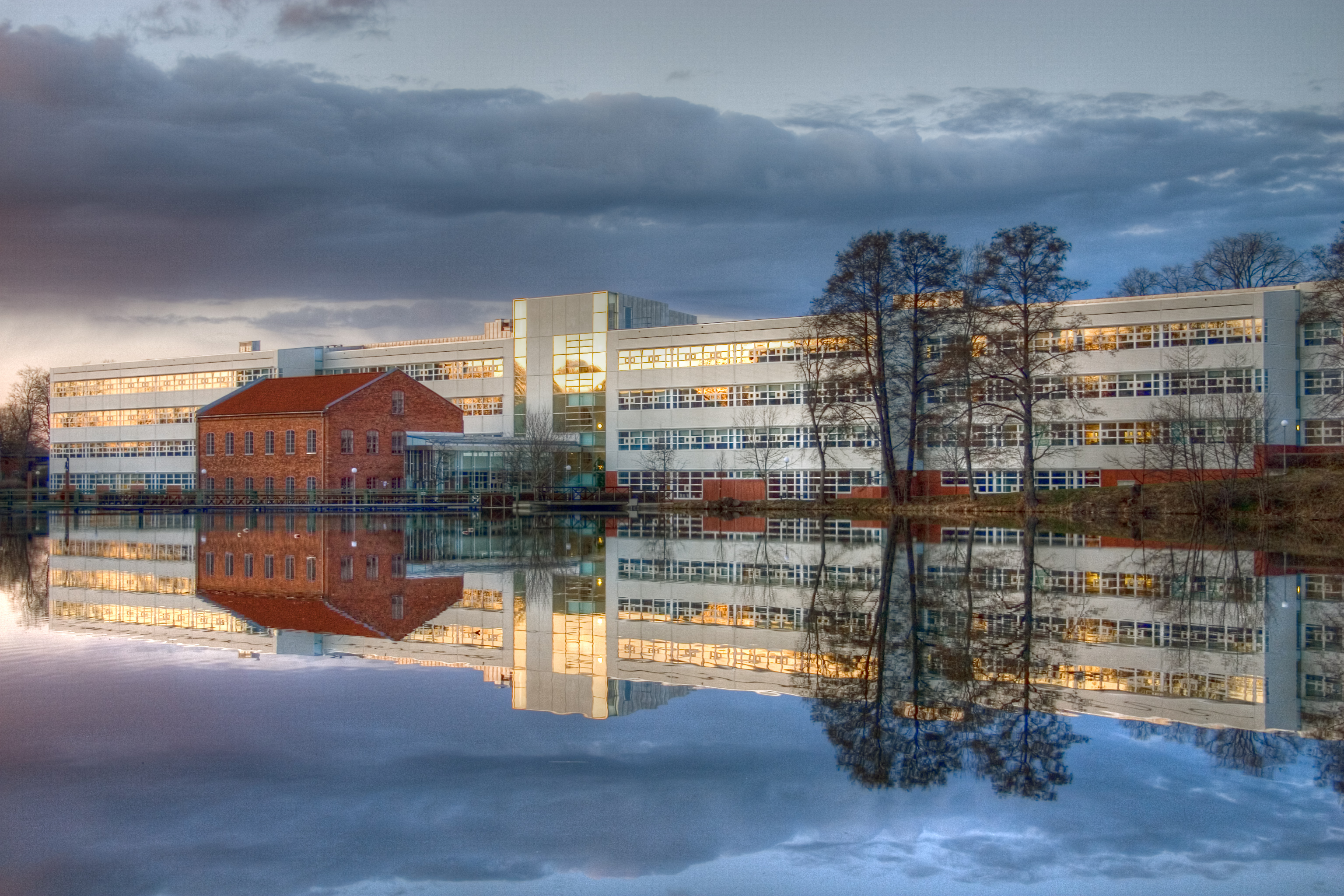
Stångån. Tekniska verken.

Linköping består huvudsakligen av företag med teknisk inriktning. SAAB, där 4 925 personer arbetar (nov 2017), dominerar. En viktig del i Linköpings utveckling från handels- till industristad var när AB Svenska Järnvägsverkstäderna, ASJ, etablerades i staden år 1907. Ur detta företag bildades ASJA, som senare blev SAAB AB.
Telefonbolaget Ericssons utvecklingsavdelning för GSM-telefoni, med 1 000 anställda (aug 2009), återfinns i staden. Avdelningen är en av bolagets lönsammaste grenar. Det finns också ett par livsmedelsindustrier i staden, exempelvis Arla och Scan.
Linköping är för övrigt en expansiv företagsregion som bland annat inhyser Linköping Science Park, vilket är en teknikpark med 7 000 anställda och studenter (2021). Anmärkningsvärt är att flera populära affärssystem har sin vagga i Linköping: IFS, Intentia (Movex) och Allegro (Guda).
Även handeln är betydande där köpcentrumområdet Tornby är ett av Sveriges största med varuhus såsom Ikea, i-HUSET (tidigare Ikanohuset, Biltema och många fler. Tornbyområdet har näst högst omsättning i Sverige för köpcentrum utanför stadskärnorna (sept. 2005).
Nationellt forensiskt centrum (NFC) har sin verksamhet i Linköping, nu på det före detta militära Garnisonsområdet. Även Rättsmedicinalverket (RMV) samt polis, domstol, (tingsrätt) och åklagarkammare finns samlat på gamla Garnisonsområdet i ett "Rättscentrum".
VTI, Väg och transportforskningsinstitutet, har forskat om vägtrafik och transporter sedan 1975. FOI, Totalförsvarets forskningsinstitut, har verksamhet i Linköping. FMV, Försvarets Materielverk, har en avdelning för validering och verifiering av flygmateriel vid flygfältet i Malmslätt. Tidigare benämning var FC och PROV.

#### Turism

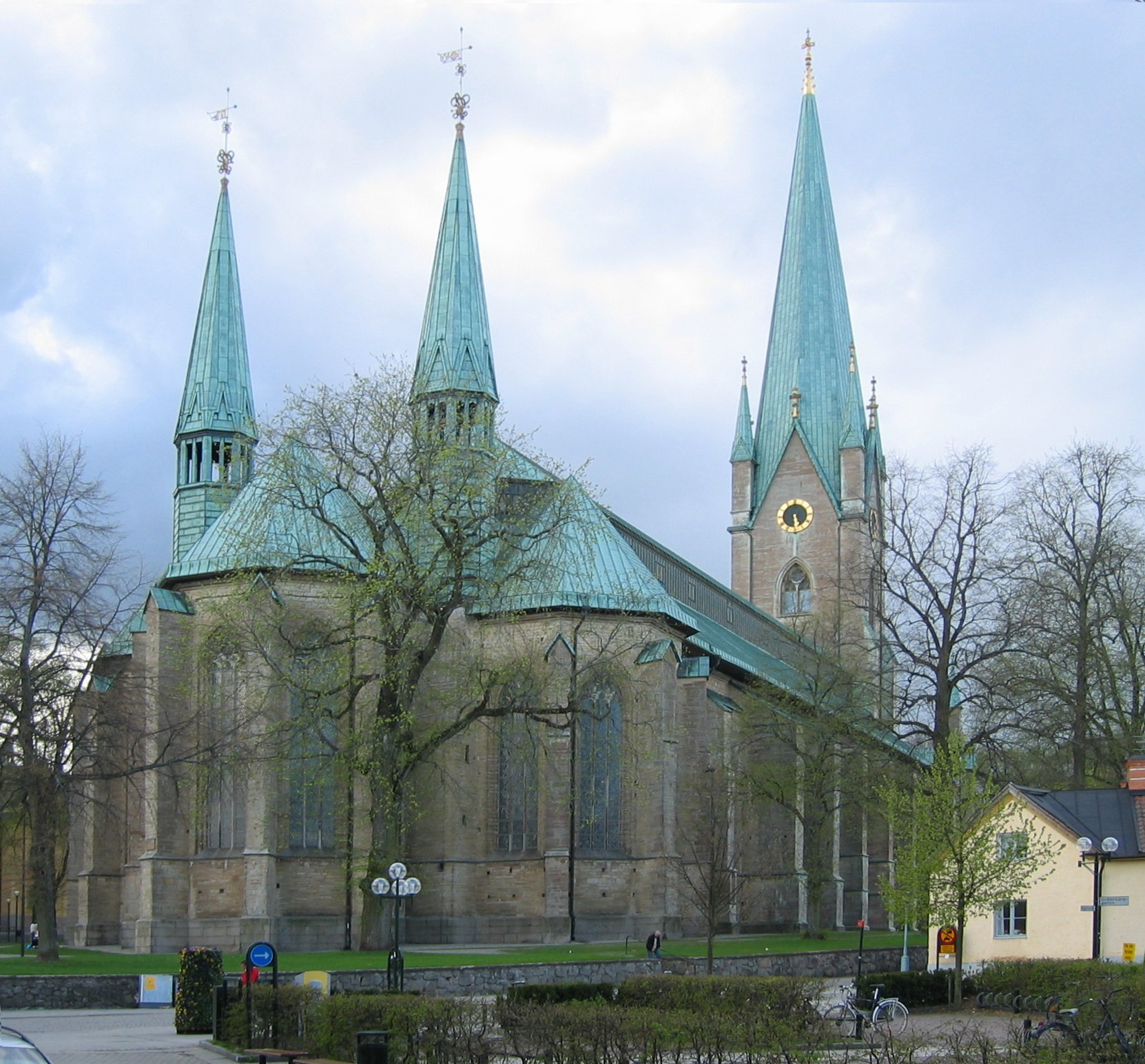
Linköpings domkyrka.

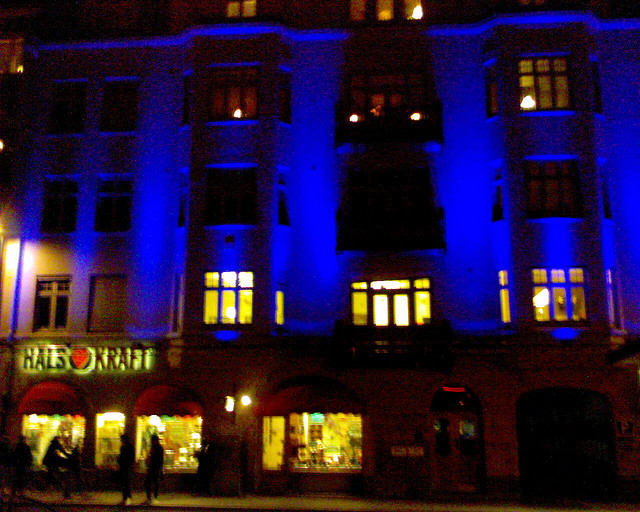
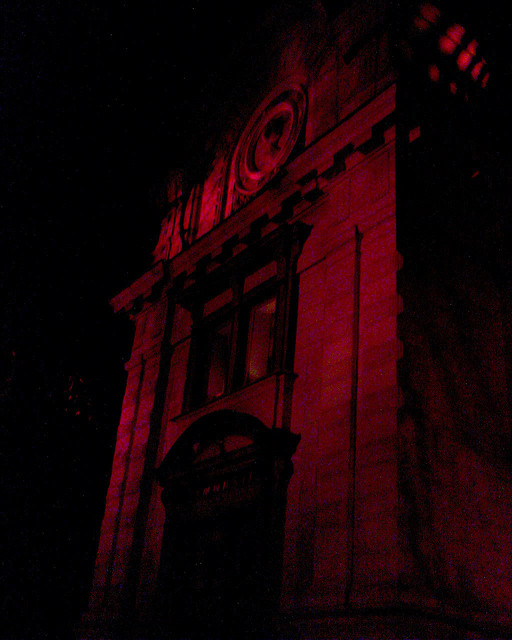
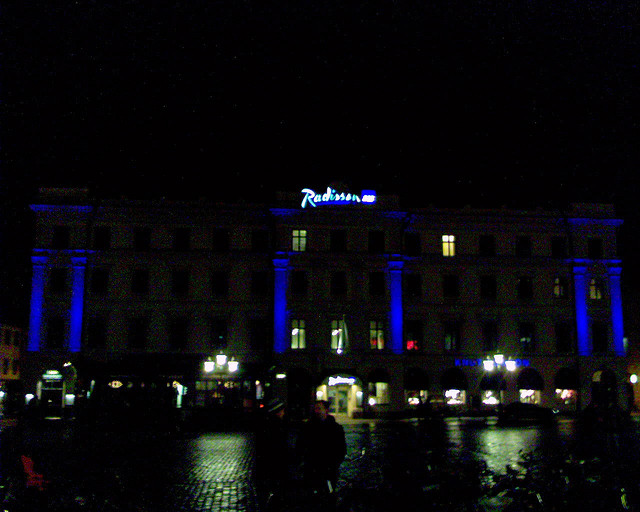

Linköpings domkyrka dominerar stadens profil och är en imponerande syn såväl interiört som exteriört. Strax bredvid ligger den gamla biskopsborgen som drogs in till kronan och blev Linköpings slott, idag med Linköpings slotts- & domkyrkomuseum.
Den återuppbyggda stadsmiljön i Gamla Linköping med sina hantverksbodar och museer är ett populärt utflyktsmål. I Gamla Linköping finns också ett litet "fenomenmagasin" där man kan göra olika experiment.
Strax väster om stadskärnan ligger Flygvapenmuseum med samlingar av de flesta militära flygplan som använts i det svenska flygvapnet.
IT-ceum är ett unikt datahistoriskt museum.
Länsmuseet innehar stora konstsamlingar och konstnärer som Albrecht Dürer och Pehr Hörberg finns representerade i utställningarna. Museet har en filial i Onkel Adams-gården.
Under Sankt Larskyrkan finns rester av stadens äldsta kyrkobyggnad.
Stora torget pryds av skulpturen Folkungabrunnen av konstnären Carl Milles. Mitt på torget finns även en minnessten över Linköpings blodbad. Blodbadet föregicks av slaget vid Stångebro och ett monument restes på Stångebrofältet 1898.
Kinda kanal börjar/slutar i Linköping och inom staden finns slussar vid Nykvarn, Tannefors, Hackefors och Hjulsbro.
Sedan 1990-talet har allt fler caféer öppnat och restaurangerna har börjat med uteservering på sommaren. Studenterna bidrar även med att liva upp staden med diverse arrangemang, där det största är SOF, Studentorkesterfestivalen som anordnas vartannat år och bland annat genomför en stor så kallad Kårtege genom staden.
Vallastaden är en ny stadsdel i närheten av Linköpings universitet. Där hölls 2017 bomässan Bo- & samhällsexpot Vallastaden 2017.
Sedan 2005 har kommunen arrangerat en årlig utomhusutställning, från början kallad Novemberljus men ändrat till Vinterljus 2009. Olika konstnärer, ofta i samarbete med ljussättare, pryder staden med ljusskulpturer under månaderna från november till och med januari. Fram till 2009 ägde utställningen bara rum under månaden november, men detta ändrades på grund av utställningens popularitet. Syftet med utställningen var att "locka ut linköpingsbor till sköna promenader" samt att "lyfta Stångån Kinda kanal och visa upp dess skönhet även under dygnets mörka timmar". Ytterligare ett syfta var att tillföra mer ljus till staden under den mörka hösten (och senare vintern).
Projektet har blivit mycket uppmärksammat, och Östgöta Correspondenten, Östergötlands största dagstidning, har ordnat omröstningar om vilka konstverk som är vackrast. Enligt Linköpings kommun hade flera hundratusentals människor följt Novemberljusets stråk från grundandet 2005 till namnbytet 2009.
Första året var det Ronny Andersson och Åsa Wikström som, tillsammans med Charlotta Mattsson på Linköpings Kraftnät (sedermera grundare av Tindra Design), utformade ljussättningen på 14 platser längs Stångån mellan Tannefors slussar och Tullbron.
2006 var det 22 ljusinstallationer i innerstaden av 17 olika ljussättare.
Tredje året, 2007, deltog 9 ljussättare med 25 installationer längs en 4 km lång slinga från Berga längs Tinnerbäcken till stadens centrum.
Fjärde året, 2008, ingår 20 installationer av 17 ljussättare längs en 5 km lång promenadslinga i innerstaden. Några tidigare favoriter har upprepats. Till nyheterna hör rött och grönt ljus vid järnvägsstationen och kristallkronor i träden vid Stångån.

### Infrastruktur

#### Transporter

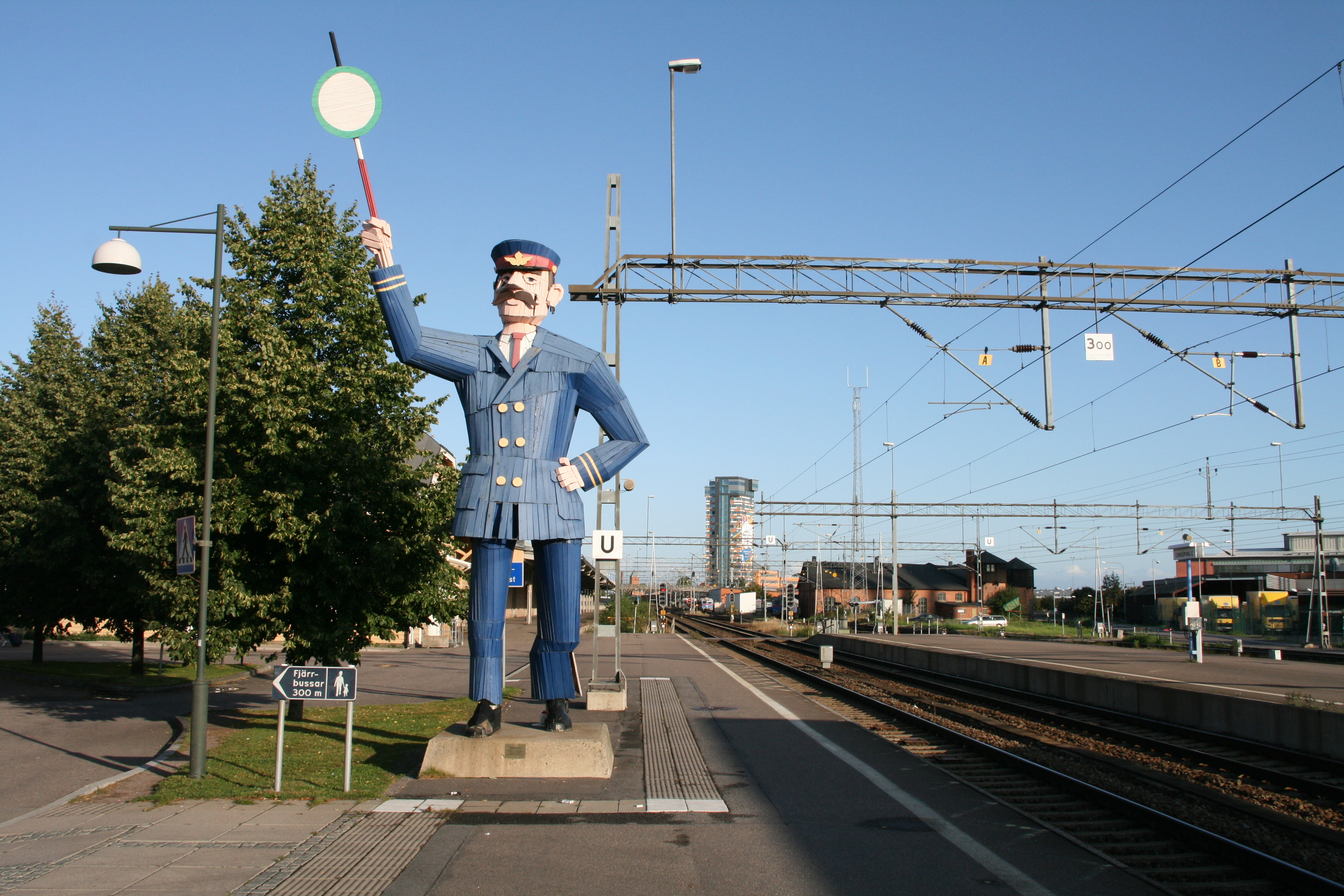
Trästaty av en stins vid Linköpings centralstation. Träskulpturer som denna gjordes av slöjdlärarstudenter i samband med stadens 700-årsjubileum 1987.

Flyget har länge haft stor betydelse för Linköping, där Saab har haft stort inflytande. Linköping har två flygplatser. Linköping-Saabs flygplats är en civil flygplats som är centralt belägen strax öster om stadskärnan, Linköping-Malmens flygplats är en militär flygplats, som befinner sig väster om staden (vid Försvarsmaktens helikopterflottilj). Eftersom både Linköping-Saabs flygplats och Norrköping-Kungsängens flygplats har problem med lönsamheten, har under många år diskuterats att bygga en ny flygplats mellan de två städerna. Diskussionerna har hittills inte resulterat i något beslut, delvis på grund av de höga kostnader som ett nybygge skulle medföra.
Södra stambanan mellan Stockholm och Malmö passerar Linköpings centralstation och det går ett större antal dagliga turer både till Stockholm och Köpenhamn. Trafikverket har gjort en utredning om den s.k. Ostlänken, vilken planeras bli en dubbelspårig snabbjärnväg upp till Stockholm och som stod omnämnd i regeringens infrastrukturproposition 2012[Uppdatering behövs], men byggdatum är ännu ej fastslaget. Stångådalsbanan till Kalmar och Tjustbanan till Västervik har Linköping som slutstation. Utöver Linköpings Centralstation finns även Tannefors station, i stadsdelen Tannefors vid SAAB.

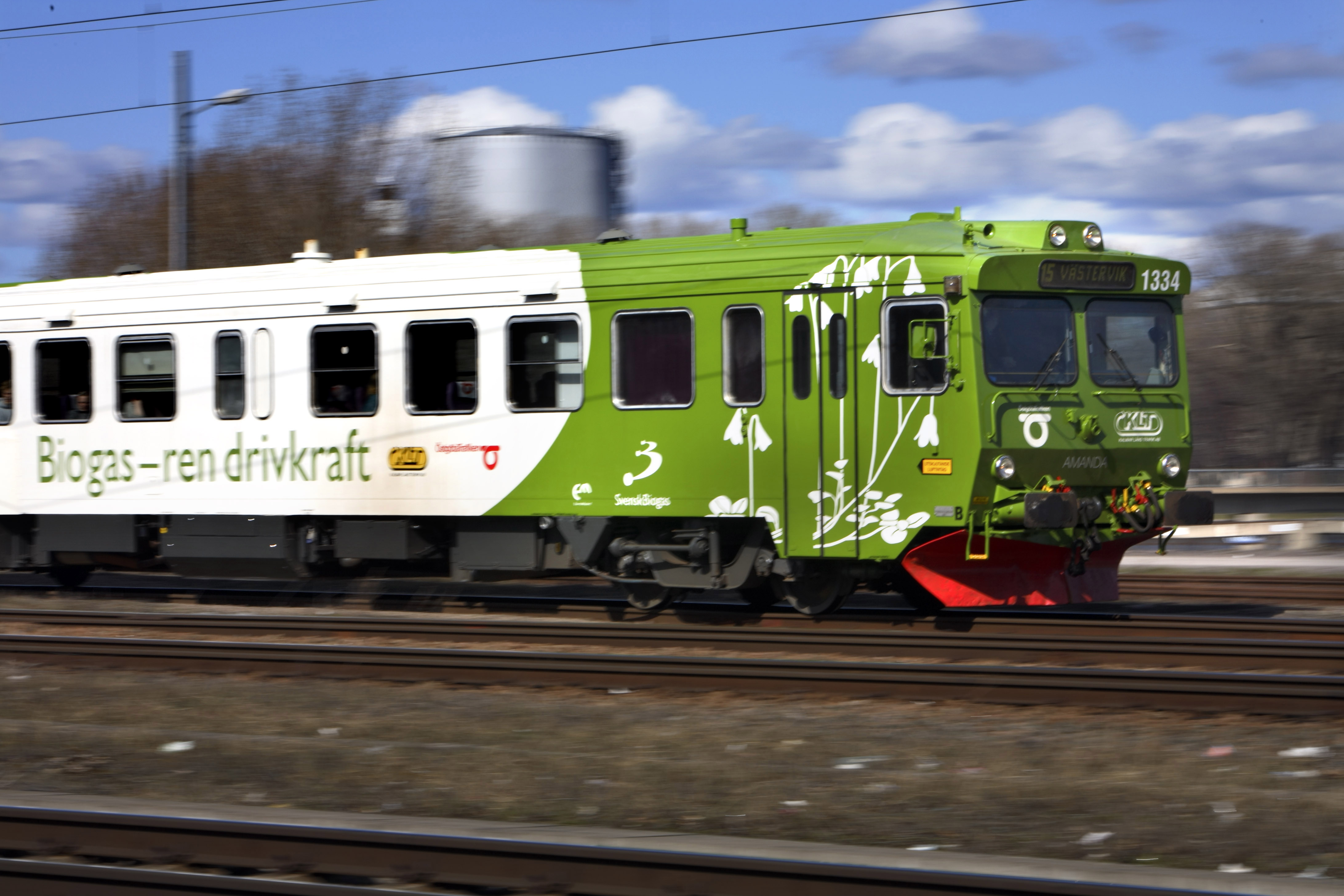
Biogaståget Amandas premiärtur 19 april 2006.

På Tjustbanan gick under några år Sveriges första biogasdrivna tåg. Tåget som fick namnet Amanda var ett ombyggt Y1-tåg som gaskonverterats och trafikerade sträckan Västervik-Linköping 2006-2010. På grund av en olycka, längre verkstadsbesök och operatörsbyte på sträcken blev tåget stående längre perioder och inte den framgång man från början hoppats på. Tåget togs helt ut ur trafik när de nya Itinotågen invigdes 2010 och avtalet mellan tågets ägare, Svensk biogas, och Östgötatrafiken löpt ut.
Motorvägen på E4 passerar norr om staden och har tre avfarter benämnda väst, norr och öst. Detta kan tyckas förvirrande när man färdas från sydväst mot Stockholm i nordost men genom Östergötland går E4 i stor del i mer väst-östlig riktning. I sydost utgår riksväg 35 från Linköping och passerar Åtvidaberg på sin väg mot östkusten och E22 mot Västervik och Kalmar. I sydvästra Linköping, vid Lambohov, börjar riksväg 23 mot Växjö. Denna delar väg med riksväg 34 ända till Målilla där riksväg 34 fortsätter till Kalmar. Riksväg 34 fortsätter västerut och förbinder Motala med Linköping, närmast Linköping är denna sträcka motorväg som en del av Malmslättsvägen, sedan blir det motortrafikled till Ljungsbro och övergår därefter till landsväg.
Göta kanal går cirka en mil norr om staden, genom sjön Roxen och genom Bergs slussar som är ett populärt turistmål sommartid. Kinda kanal och Stångån går från Roxen söderut, rakt genom Linköping.
Linköping är känd som cykelstad. Mer än 30 % av alla resor utgörs nämligen av cykeltransporter. Kommunen har nästan 40 mil cykelvägar och nya byggs efterhand. Staden blev "Årets cykelstad" 2002 och har beskrivits av Montréal-tidningen La Presse som "cyklarnas drömstad" ("ville rêvée pour le vélo"), framför allt på grund av snöröjningen på cykelbanorna. Omkring 70 % av sommarcyklisterna cyklar även på vintern. Linköpings kommun tillhandahåller cykelkartor och rekommenderade cykelrutter online samt hos turistbyrån. De högst prioriterade stråken är eller konverteras till Cykellänken som är en riktad satsning från kommunen för att få fler att cykla i vardagen.
Linköping har ett stort och väl utbrett bussnät. Se Linköpings stadsbussar.
Staden trafikeras även av fjärrtågen på linjen Stockholm–Malmö (SJ och Snälltåget, av Mälartågs regionaltåg till Norrköping–Eskilstuna–Västerås–Sala, samt av Östgötatrafikens pendeltåg, Östgötapendeln, med tågförbindelser till Norrköping, Mjölby, Motala och Tranås. Krösatågen (fd Kustpilen) trafikerar Centralen och Tannefors mot Kalmar och Västervik.

#### Utbildning

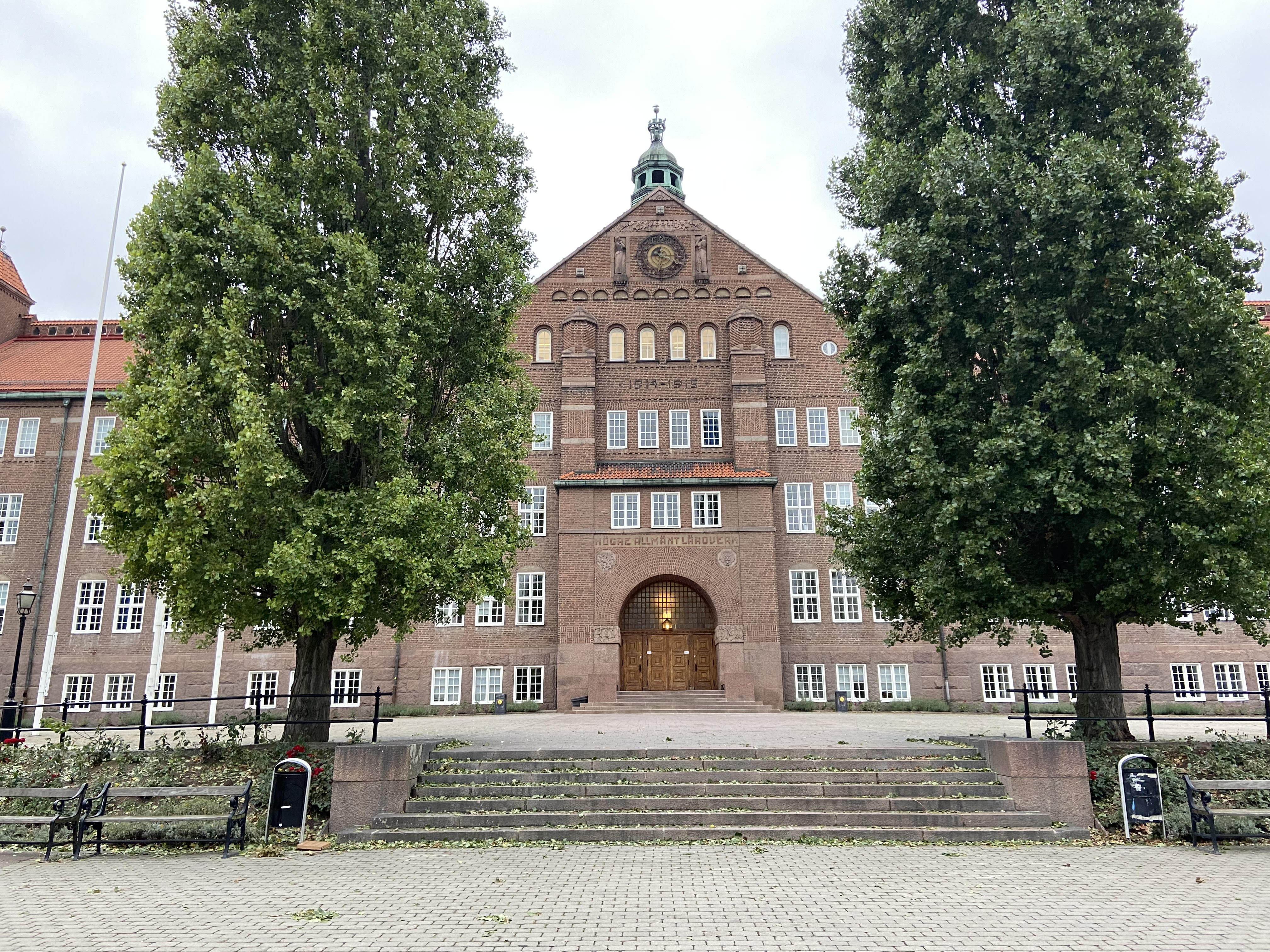
Katedralskolan.

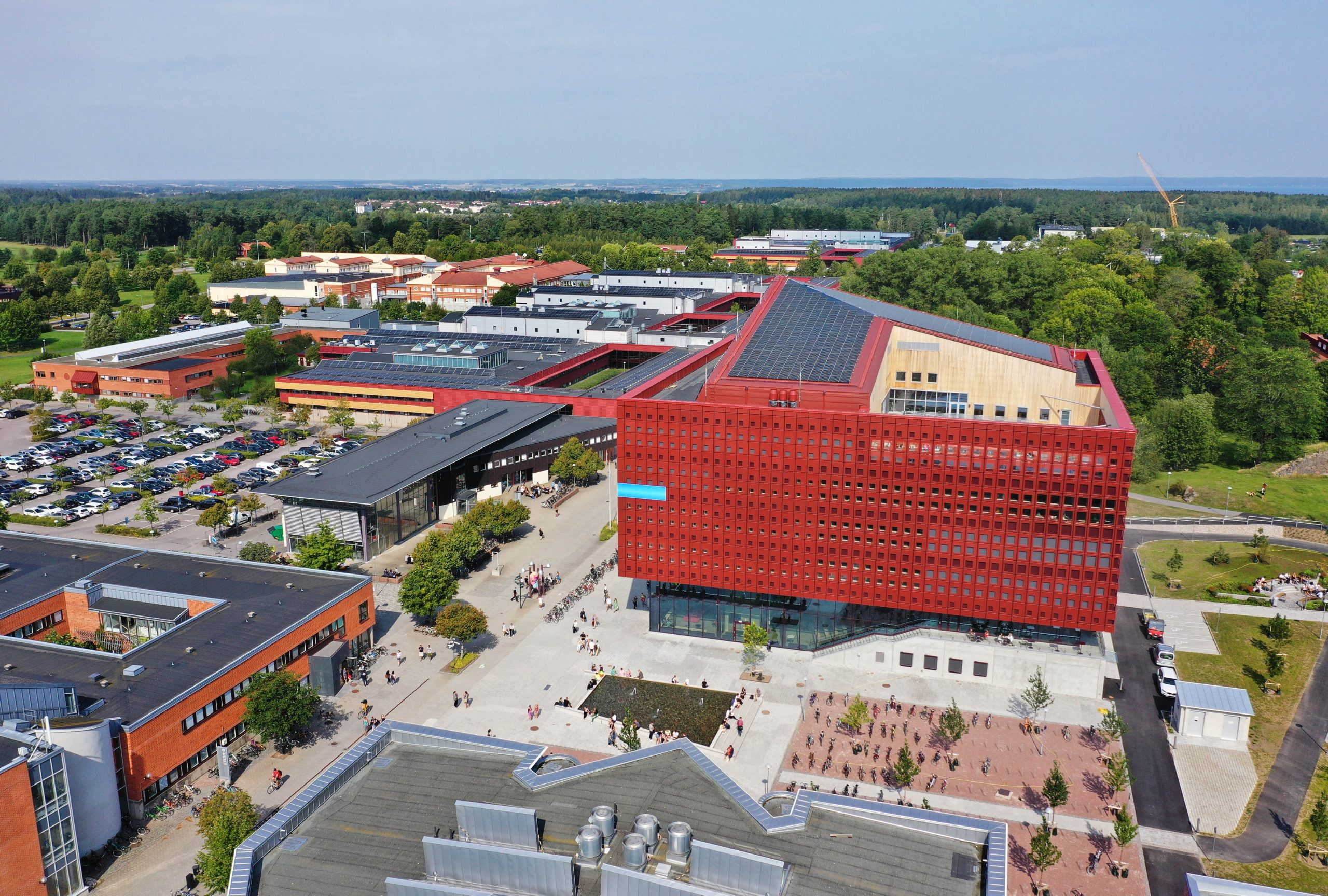
Campus Valla, universitetets huvudsakliga campus.

Linköping har allt sedan kyrkans etablering varit en utpräglad läroverksstad, och är idag en av de större universitetsstäderna. Vid Linköpings universitet studerade år 2023 drygt 40 000 studenter. En del av dessa studerar vid Campus Norrköping som är universitetets campus i grannstaden. På Campus US vid Universitetssjukhuset i Linköping bedrivs utbildningar vid Medicinska Fakulteten (tidigare kallat Hälsouniversitetet). Universitetet har även ett campus i Stockholm, LiU Malmsten där utbildningar ges inom bland annat möbeldesign. Övriga utbildningar är samlade till Campus Valla som är universitetets huvudsakliga campus.
Linköping har flera gymnasieskolor. Av dessa är fem kommunala, nämligen Anders Ljungstedts Gymnasium, Berzeliusskolan, Birgittaskolan, Folkungaskolan, grundad 1914 och Katedralskolan, stadens äldsta gymnasium, grundat 1627. Dessutom finns andra utbildningsformer, som exempelvis Valla folkhögskola.

## Befolkning

### Stadsdelar

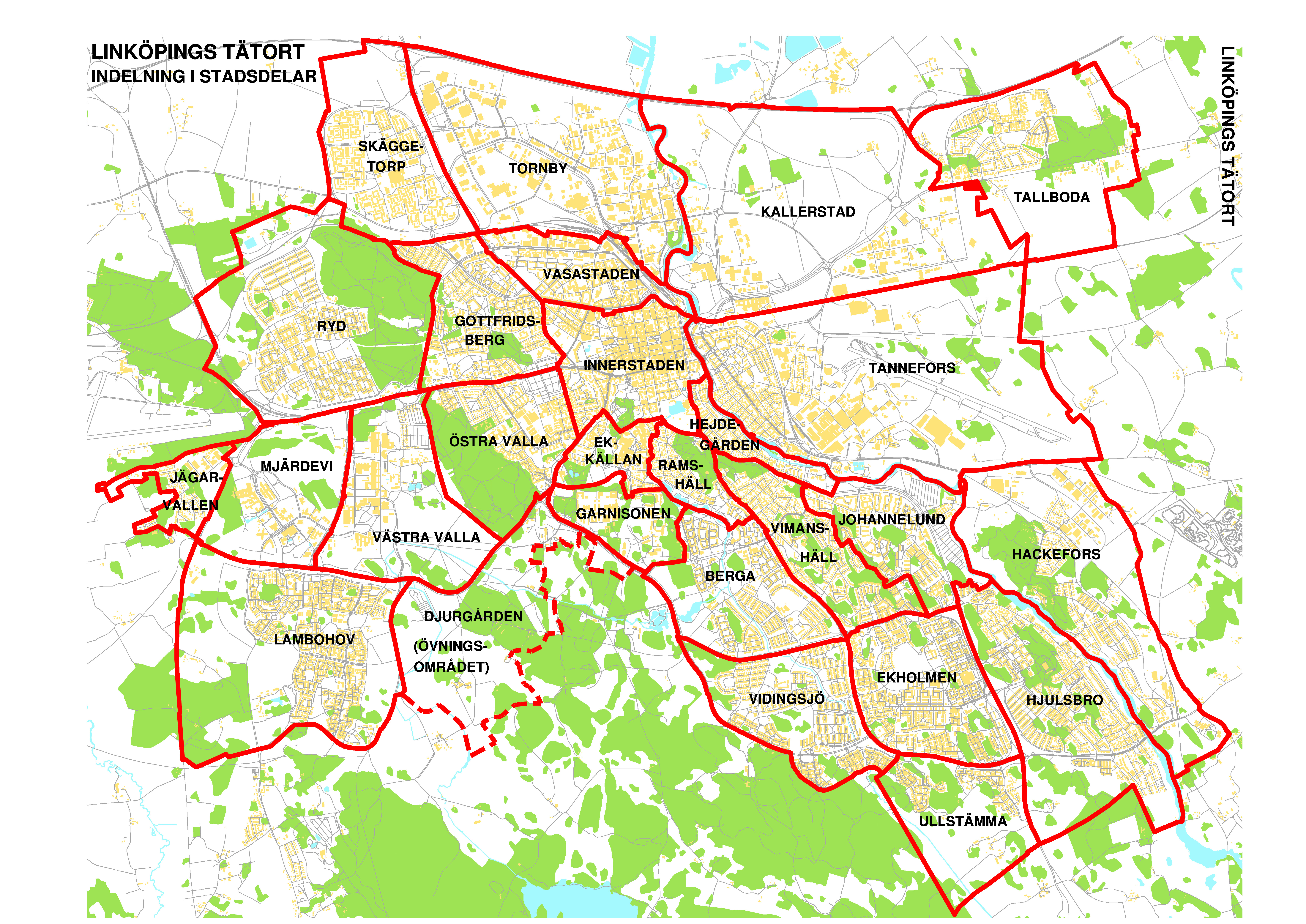
Linköpings tätorts indelning i 27 stadsdelar (2008).

Enligt Linköpings kommuns karta från 2008 består Linköpings tätort av 27 stadsdelar. Den senast tillkomna (december 2007) är Djurgården.
| - Berga - Djurgården - Ekholmen - Ekkällan - Garnisonen - Gottfridsberg - Hackefors - Hejdegården - Hjulsbro | - Innerstaden - Johannelund - Jägarvallen - Kallerstad - Lambohov - Mjärdevi - Ramshäll - Ryd - Skäggetorp | - Tallboda - Tannefors - Tornby - Ullstämma - Vasastaden - Vidingsjö - Vimanshäll - Västra Valla - Östra Valla |

Flera områden med kända namn är inte egna stadsdelar. Till exempel ingår både T1 och Gamla Linköping i Östra Valla, och Vallastaden i Västra Valla.
I äldre tider har Linköping (innerstaden) varit indelad i fyra kvarter eller fjärdingar, utgående från Stora torget: Sankt Pers kvarter i nordväst (i kyrkböckerna förkortat P), Sankt Lars kvarter (L) i nordost, Tannefors kvarter (T) i sydost och Sankt Kors kvarter (K) i sydväst. Detta spåras fortfarande i dagens kvartersnamn som börjar på A, B, D och E i respektive fjärding. Parkeringshusen har namn efter sina kvarter: Akilles, Baggen, Detektiven. Sankt Pers kvarter innefattar domkyrkan, Sankt Lars kvarter sockenkyrkan. Sankt Kors kvarter har sitt namn efter "Sandkorset", en gatukorsning, vilket förskönades av biskop Rhyzelius på 1730-talet, och har i sin tur gett namn åt ett kommunalt fastighetsbolag för företagslokaler. Till de ursprungliga fyra kvarteren tillkom omkring år 1900: Gottfridsberg, Tinnerbäckslyckan och Västanstång.

### Befolkningsutveckling
| Befolkningsutvecklingen i Linköping 1900–2020                                                                                            | Befolkningsutvecklingen i Linköping 1900–2020 | Befolkningsutvecklingen i Linköping 1900–2020 | Befolkningsutvecklingen i Linköping 1900–2020 | Befolkningsutvecklingen i Linköping 1900–2020 |
| --- | --------------------------------------------- | --------------------------------------------- | --------------------------------------------- | --------------------------------------------- |
| |                                               |                                               |                                               |                                               |
| År |                                               |                                               | Folkmängd                                     | Areal (ha)                                    |
| 1900 | 1900                                          |                                               | 15 657                                        | †                                             |
| 1960 | 1960                                          |                                               | 64 304                                        |                                               |
| 1965 | 1965                                          |                                               | 68 659                                        |                                               |
| 1970 | 1970                                          |                                               | 77 063                                        |                                               |
| 1975 | 1975                                          |                                               | 80 274                                        |                                               |
| 1980 | 1980                                          |                                               | 79 742                                        |                                               |
| 1990 | 1990                                          |                                               | 82 451                                        | 3 852                                         |
| 1995 | 1995                                          |                                               | 92 584                                        | 4 177                                         |
| 2000 | 2000                                          |                                               | 94 248                                        | 4 190                                         |
| 2005 | 2005                                          |                                               | 97 428                                        | 4 201                                         |
| 2010 | 2010                                          |                                               | 104 232                                       | 4 216                                         |
| 2015 | 2015                                          |                                               | 106 502                                       | 3 777                                         |
| 2020 | 2020                                          |                                               | 115 682                                       | 3 743                                         |
| Anm.: Sammanvuxen med Hackefors och Hjulsbro 1970, med Jägarvallen och Tallboda 1995. Tallboda utbruten 2015. † Stad med förstäder 1900. |                                               |                                               |                                               |                                               |

### Religion
Linköping är stiftsstad inom Svenska kyrkan, med biskopsgården och stiftskansliet placerat i nära anslutning till Linköpings domkyrka, säte för biskopen i Linköpings stift. Där finns också Linköpings kloster som grundades 6 juni 2014. Flera av stadens stadsdelskyrkor invigdes i samband med att stadsdelarna byggdes. I tätorten ingår de flesta av Svenska kyrkans församlingar i Linköpings domkyrkopastorat som består av åtta församlingar som var och en har en eller flera kyrkobyggnader:
- Berga församling: Berga kyrka och Vidingsjö kyrka.
- Linköpings domkyrkoförsamling: Linköpings domkyrka
- Gottfridsbergs församling: Ansgarskyrkan i Gottfridsberg
- Johannelunds församling: Sankta Maria kyrka i Johannelund
- Landeryds församling: S:t Hans kyrka i stadsdelen Ekholmen och Landeryds kyrka strax utanför tätorten.
- Ryds församling: Mikaelskyrkan
- Sankt Lars församling: S:t Lars kyrka
- Tannefors församling: Tannefors kyrka
- Skäggetorps församling: Skäggetorps kyrka

I stadsdelen Ekängen finns Sankt Martins kyrka, invigd 2012 tillhörande Åkerbo församling. Sydost om Linköping är Vists kyrka belägen i Sturefors. Kyrkan invigdes år 1965. Nordväst om staden finns Vreta klosters kyrka, intilliggande Vreta kloster.
Pastoratet ansvarar även för tätortens begravningsverksamhet, med Centrala griftegårdarna i Linköping och griftegården i Lilla Aska och kyrkogården i Landeryd utanför tätorten. På Centrala griftegårdarna finns ett begravningskapell, krematoriet är beläget i Lilla Aska.
Stadsdelen Lambohov tillhör Slaka församling med Lambohovskyrkan som den enda av församlingens kyrkor inom Linköpings tätort. Lambohovskyrkan är en samarbetskyrka mellan Svenska kyrkan och Linköpings missionsförsamling. En mindre del av Linköping tillhör också Åkerbo församling.
Efter reformationen var antalet katoliker i Linköping litet, och kyrkoherden i Norrköpings katolska församling ansvarade under lång tid även för de katolskt troende i Linköping. Först efter en större arbetskraftsinvandring från norra Italien i början av 1950-talet började mässa firas regelbundet på orten. Hösten 1962 invigdes ett katolskt kapell på Teatergatan 1, och under 1960-talet flyttade ett antal prästvigda franciskaner in i fastigheten för att bilda en kommunitet. Den 1 januari 1974 upprättades S:t Nikolai församling i Linköping, annexförsamling till S:ta Birgitta församling i Norrköping. Församlingen blev självständig och fick sin första egna kyrkoherde 1978. En ny kyrka invigdes 24 mars 1990. Franciskanerbröderna lämnade Linköping år 2000, men sedan 2008 finns en ny kommunitet av präster knutna till kyrkan, aktiva inom Congregatio Passionis. Församlingskyrkan Sankt Nikolai kyrka tillhör Stockholms katolska stift.
Inom tätorten finns ett stort antal frikyrkoförsamlingar fördelade på en flera olika samfund. De flesta av församlingarna samarbetar inom Linköpings frikyrkoråd, bland annat kring sjukhuskyrkan och universitetskyrkan/studentpastor.
- Adventistsamfundet: Adventkyrkan
- Equmeniakyrkan: Linköpings första baptistförsamling, Linköpings kår av Svenska Frälsningsarmén och Linköpings missionsförsamling (inklusive Lambohovskyrkan, som är samarbetskyrka med Svenska kyrkan)
- Evangeliska frikyrkan: Citykyrkan, Johanneskyrkan, Ryttargårdskyrkan och Nygårdskyrkan
- Frälsningsarmén: Linköpings kår av Frälsningsarmén
- Pingströrelsen: Pingstkyrkan Linköping, som sedan 1980 äger Nya Slottet Bjärka-Säby utanför tätorten.

Till frikyrkoverksamheten i Linköping får även den bas som Ungdom med uppgift etablerat räknas in.
I Linköping finns även ett flertal syrisk-ortodoxa församlingar. 2021 invigdes Sankt Markus syrisk-ortodoxa kyrka, belägen i stadsdelen Vallastaden.
Jesu Kristi Kyrka av Sista Dagars Heliga (mormonkyrkan) (Linköpings gren av Stockholms stav), Skäggetorps Islamiska Kulturcenter och två församlingar av Jehovas vittnen.

## Kultur

### Massmedier

#### Press
Östgöta Correspondenten är stadens äldsta dagstidning och ges ut sedan 1838. Tidningen täcker västra delen av Östergötland. Här fanns även en tid gratistidningarna Extra Östergötland och Linköpingsposten. Tidigare fanns även den socialdemokratiska dagstidningen Östgöten men denna lades ner i början av 1990-talet.

#### Radio och television
| Frekvens  | Sändningsbeteckning                 | Sändarplats |
| --------- | ----------------------------------- | ----------- |
| 88,6 MHz  | Sveriges Radio P1                   | Linköping   |
| 93,1 MHz  | Sveriges Radio P2                   | Linköping   |
| 94,4 MHz  | Rix FM                              | Linköping   |
| 95,5 MHz  | Radio Linköping                     | Linköping   |
| 97,3 MHz  | Sveriges Radio P3                   | Linköping   |
| 99,8 MHz  | Sveriges Radio P4 (P4 Östergötland) | Linköping   |
| 101,7 MHz | Star FM                             | Linköping   |
| 103,2 MHz | Rockklassiker                       | Linköping   |
| 103,8 MHz | Vinyl FM                            | Linköping   |
| 104,3 MHz | NRJ                                 | Linköping   |
| 106,9 MHz | Mix Megapol                         | Linköping   |

Den lokala tv-kanalen NollEttan startades av de allmännyttiga bostadsföretagen och stadens energiverk 1996-1997 som en informationskanal. Kanalen bytte sedan namn till Kanal Lokal. Kanalen sände lokal sport, nyheter, med mera. Från början var kanalen knuten till Linköping men sändningsområdet omfattade senare hela Östergötland. Kanalen har numera upphört att sända. I dag sänder den lokala kanalen 24Corren nyheter dygnet runt. 24Corren är en lokal TV-kanal från Östgöta Correspondenten. Kanalen sänds utan kryptering i Linköpingsområdet.

### Konstarter

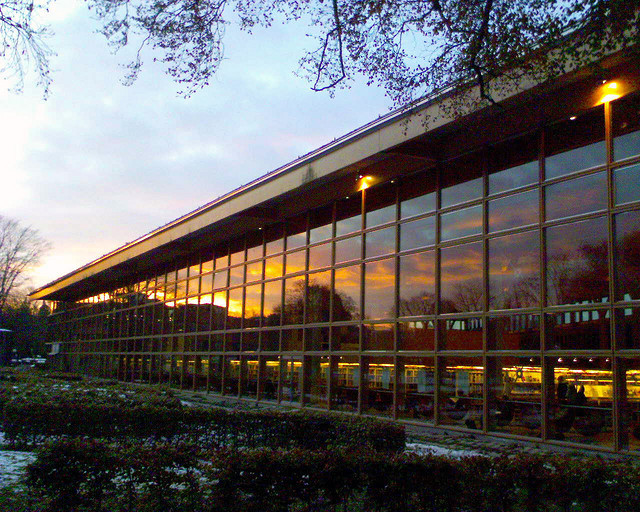
Linköpings stifts- och landsbibliotek 2006.

Många av de byggnader som bedriver verksamhet inom kulturområdet är belägna i, eller i närheten av domkyrkan och Kungsträdgården.

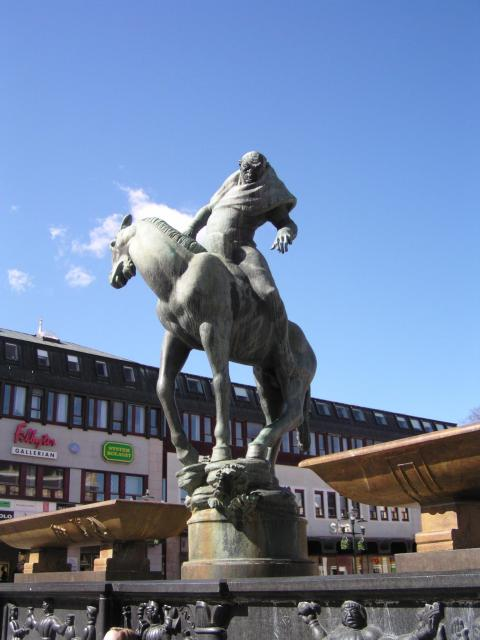
Carl Milles staty Folkungabrunnen med Folke Filbyter på Stora Torget.

#### Bibliotek
Linköpings stifts- och landsbibliotek förstördes efter en anlagd brand i september 1996 men biblioteket återuppfördes igen på samma plats och kunde invigas i mars 2000 i form av en ljusare och modernare byggnad. Det enda som gick att rädda var det som förvarades i bibliotekets källarmagasin och arkiv. Utöver detta bibliotek finns även bibliotek i Ekholmen, Johannelund, Lambohov, Linghem, Ljungsbro, Malmslätt, Ryd, Skäggetorp och Sturefors.

#### Musik
Bland orkestrar märks framför allt Östgöta blåsarsymfoniker som har sitt säte i Linköping, samt Linköpings symfoniorkester och Bonnkapälle. Linköping är också en körtät stad med många körer av hög nationell klass, bland andra Chorus Lin, Den akademiska damkören Linnea, Linköpings Studentsångare och Östgöta Kammarkör.
När det gäller musik har flera artister börjat sin karriär på Skylten, bland annat Lars Winnerbäck. Andra kända musiker/musikgrupper är Louise Hoffsten, Pusjkins och Cloudberry Jam. I Linköping finns flera kända hårdrocksband, såsom Los sin nombre, Witchery, Morifade, W.E.T, Axewitch och Mindless Sinner. The Haunteds gitarrist Patrik Jensen bor i staden. Även världskända Ghost kommer från staden.

#### Teater
I Linköping finns  Östgötateatern (med barn- och ungdomsteaterensemblen ung scen/öst), Dansens hus i Linköping, Sagateatern Linköping, en scen i Nationernas Hus där det hålls spex av bland annat Linköpings StudentSpex, Konsert & Kongress Linköping samt teater i anslutning till Gamla Linköping. På evenemangsarenan Saab Arena (tidigare under namnet Cloetta Center) ges exempelvis konserter.

#### Bildkonst
Andra exempel på kultur är Östergötlands museum och konsthallen Passagen.
Under första halvan av 2006 dök en rondellhund upp i Nygårdsrondellen. Konstnären bakom denna är Stina Opitz. Detta var början på en helt ny typ av gatukonst som sedan blev mycket uppmärksammad i media och som spridit sig i Sverige och även till andra länder.

#### Arkitektur

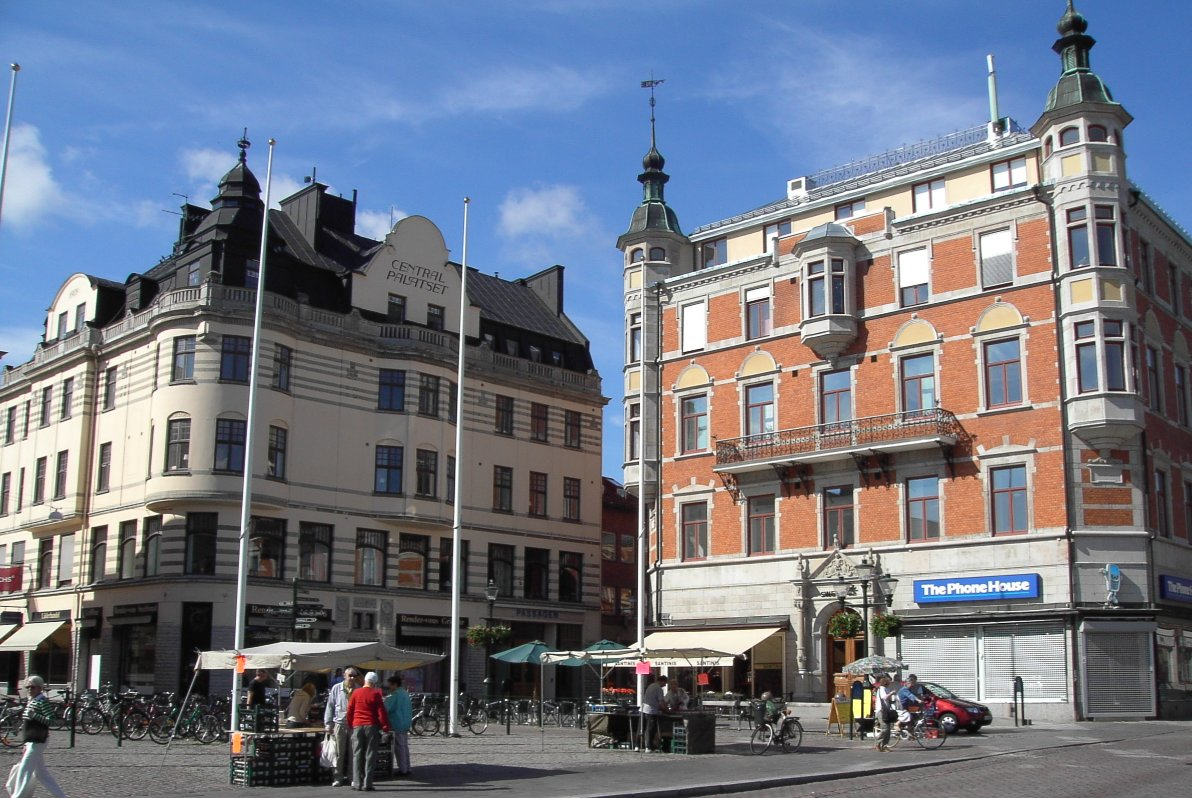
Stora torget.
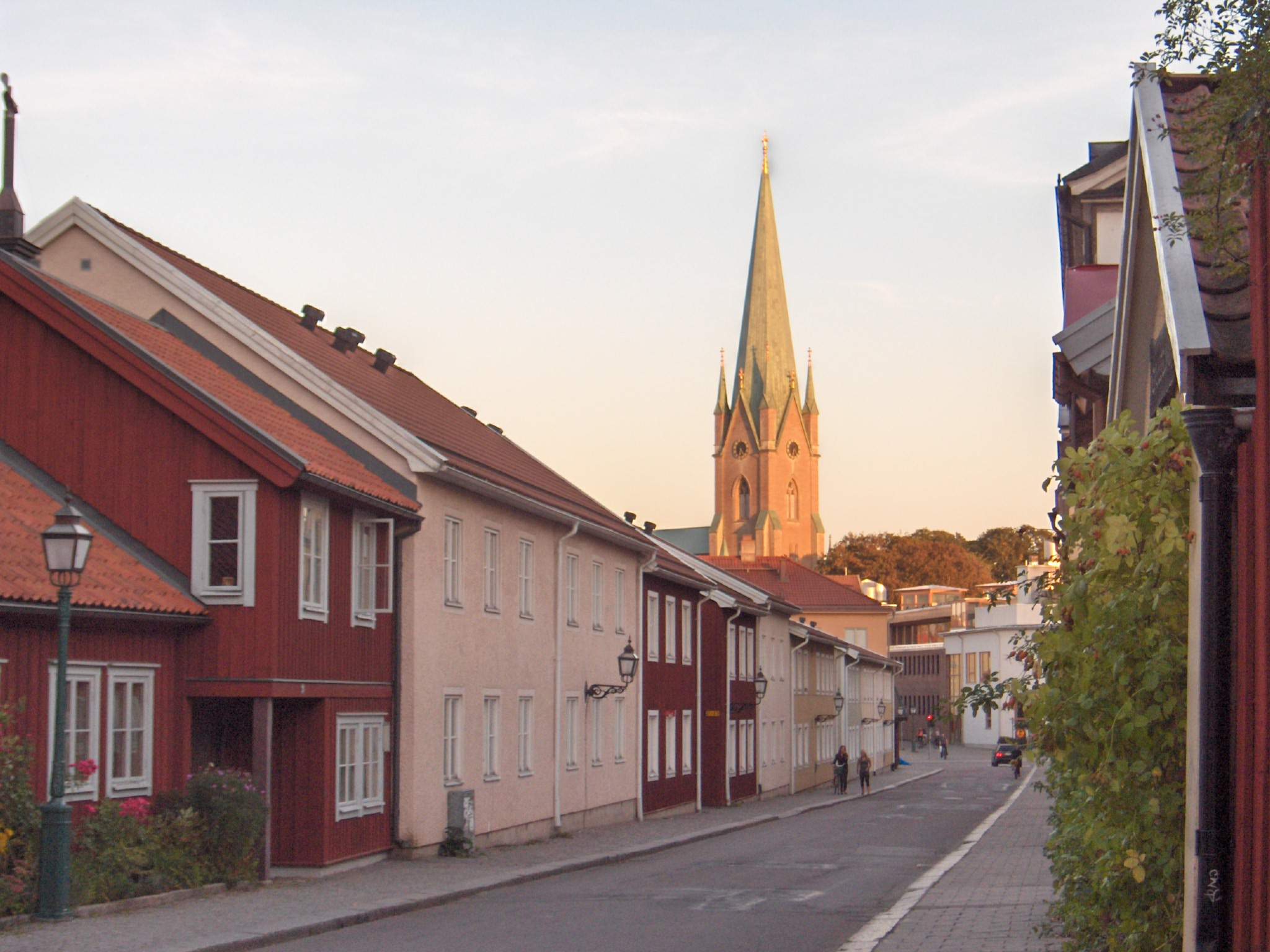
Domkyrkans torn höjer sig över låga trähus längs Hunnebergsgatan.
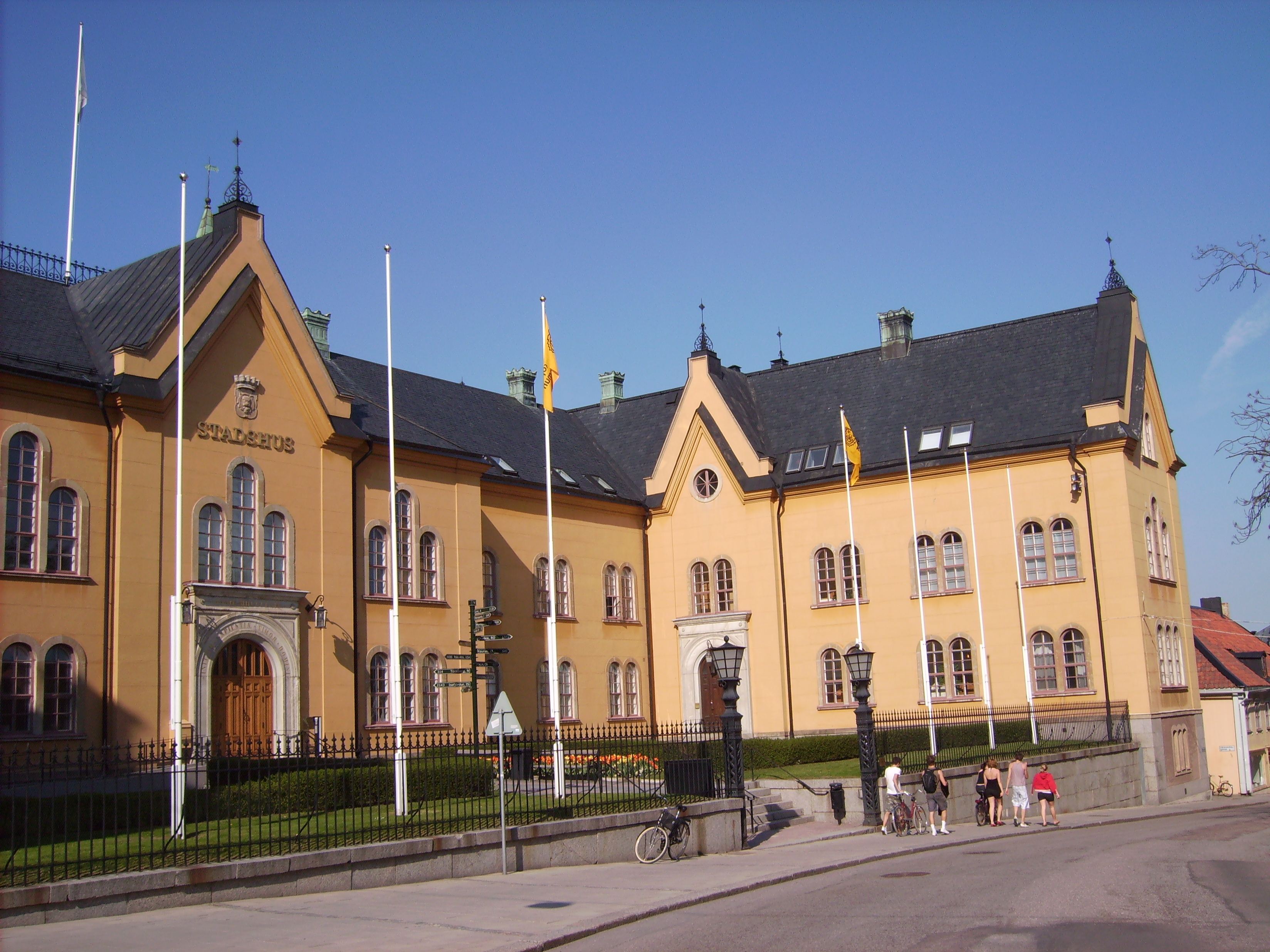
Linköpings stadshus i april 2014.
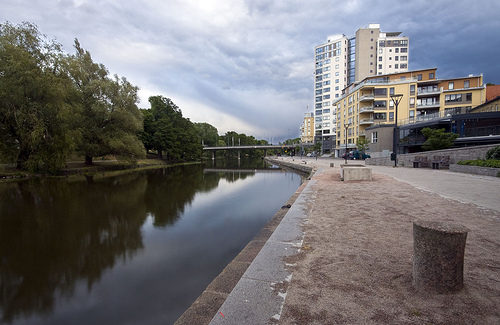
Stångån.
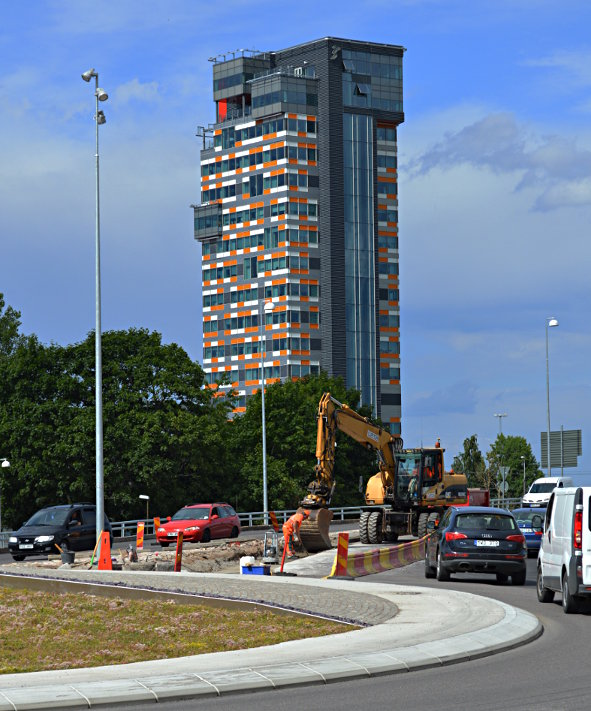
Tornet.
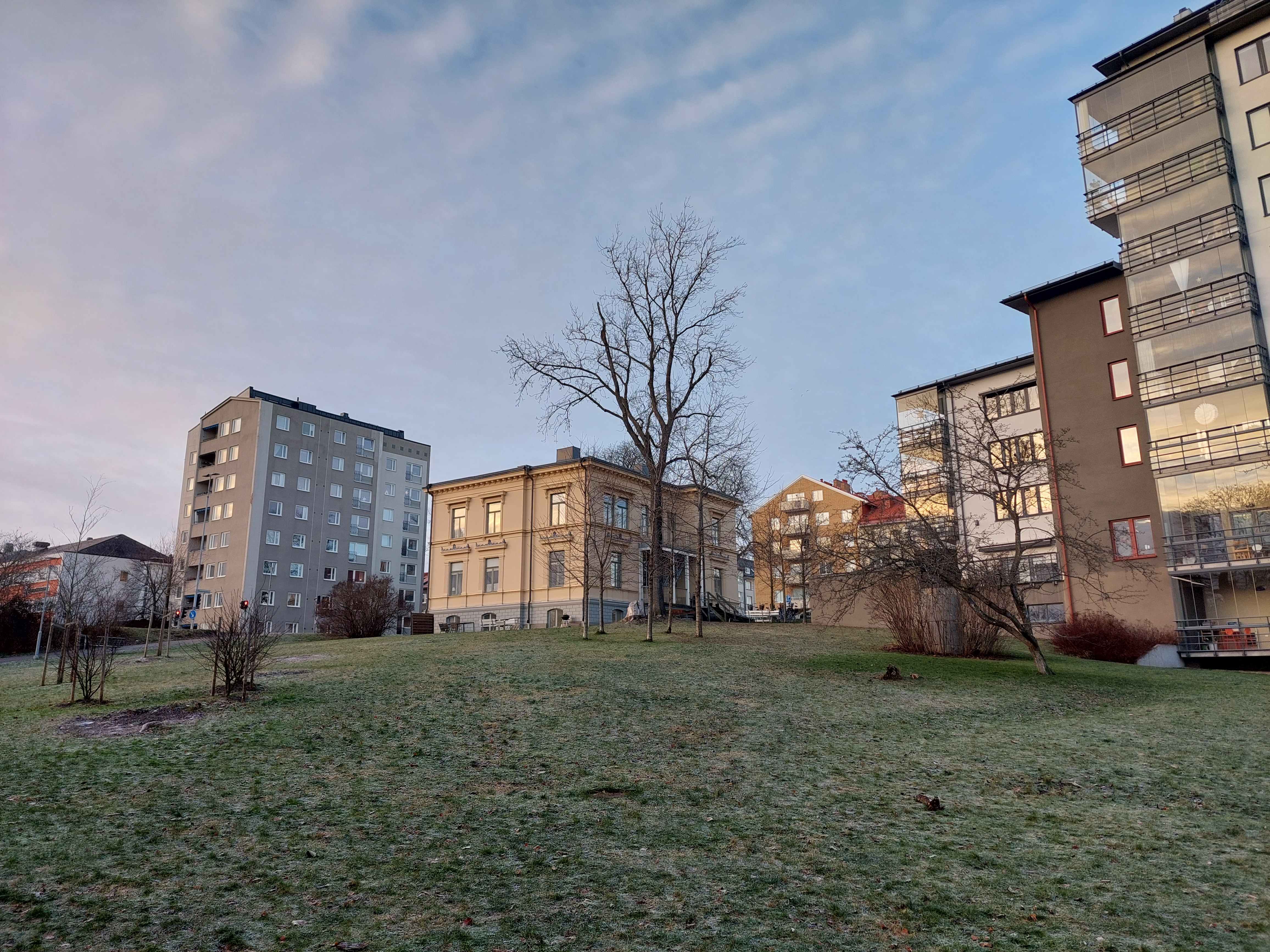
Stadslandskap i centrala Linköping.

Linköpings stadsbild domineras av domkyrkan, en mäktig och massiv stenkyrka i gotisk stil, och dess 107 meter höga torn. Vid Stora torget, stadens största torg, finns ett antal arkitektoniskt intressanta byggnader, till exempel Centralpalatset, Stora hotellet, Jonn O. Nilsons palats och Affärspalatset. Ett antal arkitektoniska stilar finns representerade här: Nyrenässansstil, empirestil, jugend, nyklassicism samt modernism.
Bebyggelsen i övrigt är jämförelsevis låg. När det 17 våningar höga Drottningtornet skulle byggas startade en diskussion om hur höga hus som ska få uppföras i staden och hur det påverkar stadssiluetten. En handfull höghus finns ändock, varav det högsta är 64 meter höga Tornet i stadens norra del.
Det gula stadshuset byggdes ursprungligen för att hysa läroverket och ligger strax intill domkyrkan. Strax intill ligger även Linköpings slott, som är residensbostad för Östergötlands läns landshövding, och biskopsgården som är Linköpings stifts biskops bostad. Nedanför Storgatsbacken återfinns bland annat Stora torget med Carl Milles staty Folkungabrunnen med Folke Filbyter.
Under rivningsvågen på 1950- och 1960-talet beslutade staden att grunda Gamla Linköping dit gamla träbyggnader flyttades för att skapa ett område med kvarter i gammal stil. Utmärkande för området är att de flesta av husen används, antingen av verksamheter och museer eller som bostäder.
Staden rymmer en rad intressanta byggnader såsom tegelborgen Frimurarehotellet, Miljonpalatset (uppfört 1897–1898), Gamla vattentornet (som numera är ombyggt till bostäder) och Katedralskolan. Under 2000-talet har flera byggnader med visst arkitektoniskt intresse tillkommit. Hit räknas Linköpings stifts- och landsbibliotek, Drottningtornet, Mjärdevi Science Park samt Saab Arena, som alla har en modern utformning.
Staden har under årens lopp fått en geografisk utsträckning som närmast kan liknas vid ett uppochnervänt "V", eller en "banan". Det militära före detta övningsområdet som ligger i mitten av detta "V" kommer att bli ett naturskyddat område och hindrar effektiv kommunikation mellan de sydöstra och sydvästra utlöparna av staden. Anledningen till naturskyddet är det stora beståndet av ekar, som är en del av norra Europas största eklandskap. Det sträcker sig över stora delar av södra Östergötland, och där finns flera rödlistade växt- och djurarter. Nyligen höjdes kritiska röster mot planerna på att ytterligare förlänga det sydöstra "benet". Kritikerna menade att denna stadsdel skulle dela upp staden, med bostäder i södra Linköping, handel och arbetsplatser i norr och universitetet i den svåråtkomliga västra delen.
Natur och parker finns det relativt gott om i staden och närområdet. Exempel på detta är parken Trädgårdsföreningen i centrala staden, Rydsskogen och Vallaskogen, där den senare är naturreservat. Tidvis har diskussionerna om kommunikationen i öst-västlig led kommit att beröra Vallaskogen när den så kallade tvärleden eller Vallaleden debatterats.

### Sport

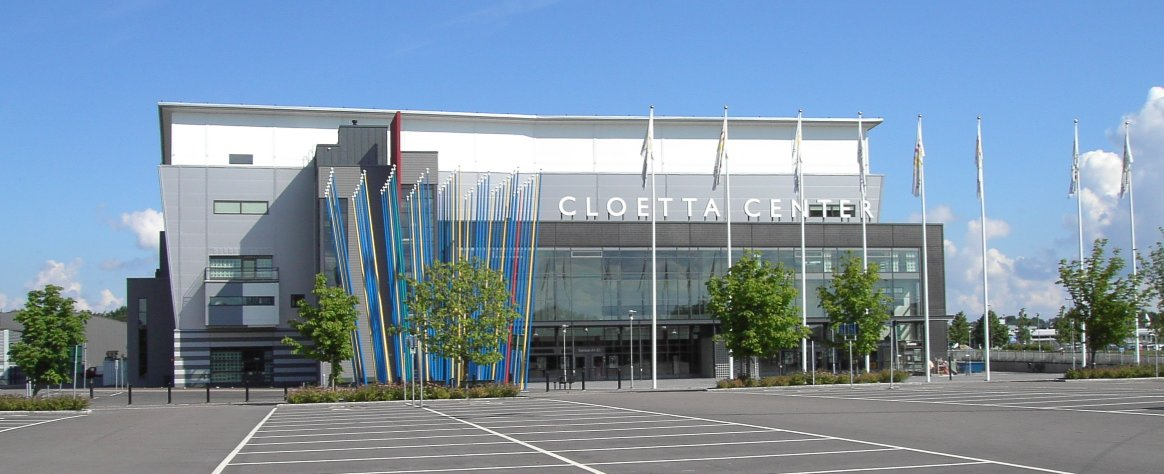
Saab Arena, juli 2005.

Linköping har ett brett och levande idrottsliv med flera framgångsrika föreningar inom olika sporter. Ishockeyklubben Linköpings HC (LHC) bildades 1976 och etablerade sig som ett topplag i Svenska hockeyligan (SHL) efter en storsatsning i slutet av 1990-talet. Sedan 2004 spelar laget sina hemmamatcher i Saab Arena på Stångebrofältet. LHC:s damlag har vunnit SM-guld två gånger, 2014 och 2015.
Stadens mest framgångsrika fotbollslag är Linköpings FC (LFC), som spelar i Damallsvenskan. Laget har hemmaplan på Linköping Arena och har vunnit SM-guld åren 2009, 2016 och 2017. Klubben har även segrat i Svenska cupen fem gånger: 2006, 2008, 2009, 2013/14 och 2014/15. Herrfotboll representeras bland annat av FC Linköping City, som från och med 2018 spelade i Division 1 och har samma hemmaarena som LFC.
Inom innebandyn är Linköping Innebandy (LIBK) en av världens största föreningar i sin genre, med över 1 600 medlemmar. Herrlaget spelar i Svenska Superligan och damlaget i motsvarande högsta liga. Bandyn har representerats av BK Derby, vars bandysektion senast spelade i Elitserien säsongen 2005/06 och numera återfinns i Allsvenskan.
Orienteringssporten har en stark närvaro i staden genom klubbar som Linköpings AIK, Linköpings OK och IFK Linköpings OS, som tillsammans med OK Skogsströvarna bildar OK Roxen. Inom kampsport utmärker sig Linköpings Judoklubb, som är den näst äldsta judoklubben i Sverige, med omkring 300 medlemmar, samt Linköpings budoklubb, en av landets största och äldsta budoklubbar med drygt 500 medlemmar.
I volleyboll är Linköpings VC (LVC) den mest framstående klubben. Laget spelar i Elitserien och har vunnit SM-guld 2010 och 2012. Matcherna spelas i Linköpings Sporthall. För skridskosporten finns Linköpings Långfärdsskridskoklubb (LLK), som är Sveriges största klubb med inriktning enbart på långfärdsskridskoåkning. Föreningen har över 2 000 medlemmar och är en av stadens största ideella organisationer.
Linköpings Allmänna Simsällskap (LASS), grundat 1824, är en av Sveriges äldsta simföreningar och har flera år i rad utsetts till landets bästa simidrottsklubb av Svenska Simförbundet. Schack representeras av Linköpings Allmänna Schacksällskap, som grundades 1901. Inom cykelsporten verkar Cykelklubben Hymer, grundad 1924, som haft både nationella och internationella framgångar.
Vindsurfingklubben Linsurf, bildad 1977 med bas vid Tvärskogsudde vid sjön Roxen, är en av Sveriges största och mest framgångsrika insjövindsurfingklubbar. En av hedersmedlemmarna är den internationellt meriterade surfaren Anders Bringdal. Scouting bedrivs inom Folkunga scoutdistrikt, bildat 1921 och med säte i Linköping. Organisationen omfattar omkring 1 500 medlemmar i Östergötland och norra Småland.
Staden har även föreningar inom andra idrotter, såsom Linköpings Squashklubb och Linköpings Tennisklubb, som grundades 1916. Fallskärmshoppning bedrivs av Linköpings Fallskärmsklubb, grundad 1973. Klubben var tidigare verksam på Malmens flygplats men är numera baserad strax utanför Motala.
Linköping är också hem för Fun SkatePark, en av Nordens största betongbaserade skateparker. Anläggningen har varit värd för internationella tävlingar, däribland en deltävling i Etnies European Open.